# 기근

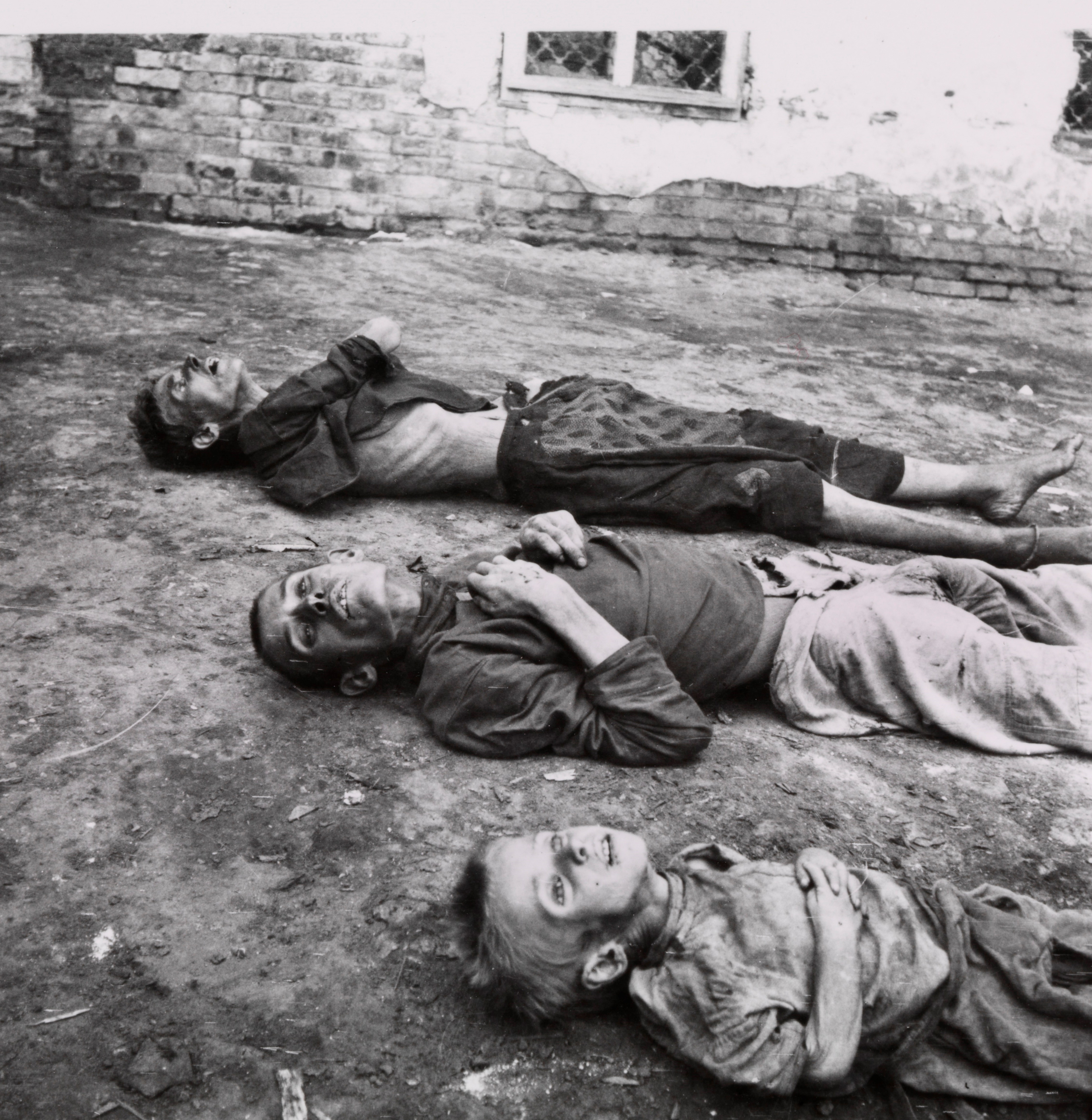
1921년-1922년 러시아 기근 당시 굶주림으로 사망한 두 남자와 한 아이

기근(飢饉·饑饉)은 전쟁, 자연재해, 흉작, 광범위한 빈곤, 경제적 재앙 또는 정부 정책 등 여러 요인으로 인해 발생하는 식량의 광범위한 부족 현상이다. 대기근(大飢饉), 기황(饑荒)이라고도 하며, 인간의 극심한 영양실조 상태를 말하는 기아와는 구분한다. 이러한 현상은 대개 지역적인 영양실조, 굶주림, 유행병, 그리고 사망률 증가를 동반하거나 그 뒤를 잇는다. 세계의 모든 유인 대륙은 역사상 기근을 겪었다. 19세기와 20세기에는 동남아시아와 남아시아, 그리고 동유럽과 중앙유럽에서 기근으로 인한 사망자 수가 가장 많았다. 기근으로 인한 사망자 수는 1970년대부터 급격히 감소했으며, 2000년 이후에는 더욱 줄어들었다. 2010년 이후 아프리카는 전 세계에서 기근으로 가장 큰 영향을 받는 대륙이 되었다. 2025년 현재 아이티와 아프가니스탄이 가장 재앙적이고 광범위한 기근 상태에 처해 있으며, 그 다음으로 팔레스타인 (가자 지역에 한정되며, 가자 지구 봉쇄의 결과임)과 수단이 뒤따르고 있다.

## 정의
유엔 세계 식량 계획에 따르면, 기근은 영양실조가 광범위하게 퍼지고, 사람들이 충분하고 영양가 있는 식량에 접근하지 못해 굶주림으로 죽기 시작할 때 선포된다. 통합 식량 안보 단계 분류 기준은 급성 식량 불안정의 5단계 기근을 다음과 같은 세 가지 상황이 동시에 존재할 때 발생하는 것으로 정의한다.
- 한 지역의 가구 중 최소 20%가 제한된 대처 능력으로 극심한 식량 부족에 직면한다.
- 아동의 급성 영양실조 유병률이 30%를 초과한다.
- 사망률이 매일 10,000명당 2명을 초과한다.

기근 선포는 유엔이나 회원국에 구속력 있는 의무를 부과하지 않지만, 문제에 대한 전 세계적인 관심을 집중시키는 역할을 한다.

### 또 다른 정의
식량 부족은 식량 가용성이 인구의 수요를 충족시키기 부족한 상황을 의미하며, 종종 낮은 농업 생산성, 기후변화, 정치적 불안정 또는 경제 위기와 같은 요인으로 인해 발생한다. 이러한 부족은 특히 취약 지역에서 광범위한 배고픔, 영양실조 및 사회 불안을 초래할 수 있다. 식량 부족은 개인의 건강과 복지에 영향을 미칠 뿐만 아니라, 필수 품목의 가격이 급격히 상승하여 빈곤층의 접근을 더욱 제한함으로써 불평등과 경제 쇠퇴를 심화시킨다. 식량 부족 문제를 해결하려면 지속 가능한 농업 관행, 개선된 식량 분배 시스템, 그리고 빈곤과 불평등을 완화하기 위한 전 세계적인 협력 노력이 필요하다.

## 역사

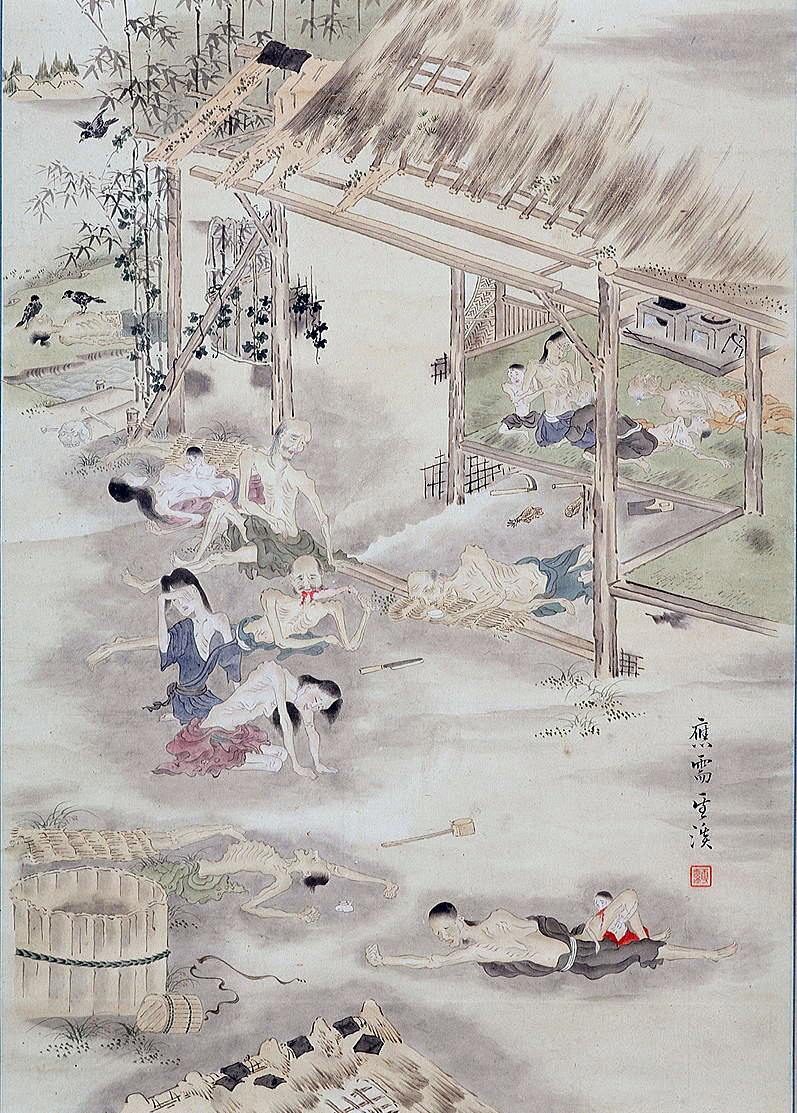
일본의 덴메이 대기근 (1782–1788)

기근의 순환적 발생은 생계농업에 종사하는 사회의 주요 특징이었으며, 이는 농업의 시작부터 그러했다. 기근의 빈도와 강도는 인구 증가와 같은 식량 수요의 변화와 기후 조건의 변화로 인한 공급 측면의 변화에 따라 역사적으로 변동해 왔다.

### 기근의 감소
16세기와 17세기에는 봉건 제도가 붕괴되기 시작했고, 더 부유한 농부들은 자신들의 토지를 울타리로 둘러싸고 농작물 수확량을 늘려 잉여 작물을 이윤을 내고 팔기 시작했다. 이들 자본주의 토지 소유자들은 임노동을 통해 노동자들에게 돈을 지불함으로써 농촌 사회의 상업화를 증가시켰다. 새롭게 나타나는 경쟁적인 노동 시장에서는 노동 생산성 향상을 위한 더 나은 기술이 점점 더 가치 있게 평가되고 보상받았다. 농부들은 자신들의 생산물을 필요로 하는 지역에 팔기 위해 가능한 한 많은 작물을 재배하는 데 관심을 가졌다. 그들은 가능하다면 매년 작물의 확실한 잉여분을 생산했다.
생계형 농부들도 세금 증가로 인해 점점 더 상업 활동을 강요받았다. 중앙 정부에 돈으로 지불해야 하는 세금은 농부들이 팔기 위한 작물을 생산하도록 강제했다. 때로는 환금작물을 생산하기도 했지만, 생계 요구 사항과 세금 의무를 모두 충족시키기 위해 생산량을 늘리는 방법을 찾았다. 농부들은 또한 새로운 돈을 사용하여 공산품을 구입했다. 식량 생산 증가를 장려하는 농업 및 사회적 발전은 16세기 내내 점진적으로 진행되었지만, 17세기 초에 본격화되었다.
1590년대에 이러한 추세는 부유하고 상업화된 홀란트주에서 충분히 발전하여 당시 서유럽에서 발생한 일반적인 기근 발생에 그 주민들이 견딜 수 있게 했다. 그 무렵 네덜란드는 유럽에서 가장 상업화된 농업 시스템 중 하나를 가지고 있었다. 그들은 아마, 삼 및 홉과 같은 많은 환금 작물을 재배했다. 농업은 점점 더 전문화되고 효율적이 되었다. 네덜란드 농업의 효율성은 16세기 후반과 17세기 초에 유럽의 다른 어떤 곳보다 훨씬 더 빠른 도시화를 가능하게 했다. 그 결과 생산성과 부가 증가하여 네덜란드가 안정적인 식량 공급을 유지할 수 있게 되었다.
1650년까지 영국 농업도 훨씬 더 광범위하게 상업화되었다. 영국에서 마지막 평화시 기근은 1623년에서 1624년이었다. 네덜란드처럼 여전히 굶주림의 시기는 있었지만, 더 이상 기근은 발생하지 않았다. 목축을 위한 공유지는 사적 사용을 위해 울타리로 둘러싸이고 대규모의 효율적인 농장이 통합되었다. 다른 기술 개발로는 습지 배수, 더 효율적인 경작지 사용 패턴, 그리고 환금 작물의 광범위한 도입이 포함되었다. 이러한 농업 발전은 영국에서 더 넓은 번영과 도시화 증가를 가져왔다. 17세기 말까지 영국 농업은 유럽에서 가장 생산성이 높았다. 영국과 네덜란드 모두에서 인구는 1650년에서 1750년 사이에 안정되었는데, 이는 농업에 큰 변화가 일어난 시기와 동일하다. 그러나 유럽의 다른 지역에서는 여전히 기근이 발생했다. 동유럽에서는 20세기까지도 기근이 발생했다.

### 기근 완화를 위한 노력

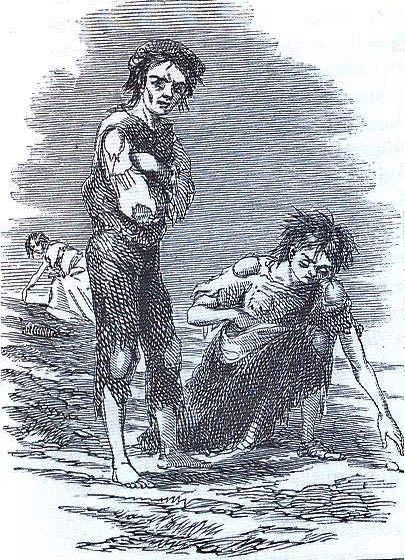
아일랜드 대기근 당시 아일랜드 스키베린, 1847년 제임스 마호니가 일러스트레이티드 런던 뉴스에 그린 삽화

기근의 심각성 때문에 기근은 정부와 다른 당국들의 주요 관심사였다. 산업화 이전 유럽에서 기근을 막고 적시에 식량 공급을 확보하는 것은 많은 정부의 주요 관심사 중 하나였지만, 외부 무역, 인프라, 그리고 일반적으로 실제 구호에 영향을 미치기에는 너무 초보적인 관료주의 수준이 제한적이었기 때문에 그들의 선택지는 심각하게 제한되었다. 대부분의 정부는 기근이 반란과 다른 형태의 사회 혼란으로 이어질 수 있기 때문에 기근에 대해 우려했다.
19세기 중반과 산업 혁명의 시작과 함께 정부는 물가통제, 해외 시장으로부터의 대규모 식량 수입, 비축, 배급, 생산 규제 및 자선을 통해 기근의 영향을 완화할 수 있게 되었다. 아일랜드의 1845년 아일랜드 대기근은 이러한 개입이 특징인 최초의 기근 중 하나였지만, 정부의 대응은 종종 미온적이었다. F. S. L. 라이온즈에 따르면, 초기 단계의 기근에 대한 영국 정부의 초기 대응은 "신속하고 비교적 성공적"이었다. 1845년 가을에 광범위한 흉작에 직면하여 로버트 필 총리는 미국에서 비밀리에 10만 파운드 상당의 옥수수와 옥수수 가루를 구입했다. 베어링 브라더스 앤 컴퍼니는 처음에 총리의 구매 대행사 역할을 했다. 정부는 "민간 기업을 억압"하지 않고 그들의 행동이 지역 구호 노력에 대한 불이익으로 작용하지 않기를 바랐다. 기상 조건 때문에 첫 선적은 1846년 2월 초가 되어서야 아일랜드에 도착했다. 옥수수 곡물은 그 후 파운드당 1페니에 재판매되었다.
1846년에 필은 빵 가격을 인위적으로 높게 유지했던 곡물에 대한 관세인 곡물법을 폐지하기 위해 움직였다. 기근 상황은 1846년에 악화되었고 그 해의 곡물법 폐지는 굶주리는 아일랜드인들에게 거의 도움이 되지 않았다. 이 조치는 보수당을 분열시켜 필 내각의 몰락으로 이어졌다. 3월에 필은 아일랜드에서 공공 사업 프로그램을 시작했다.

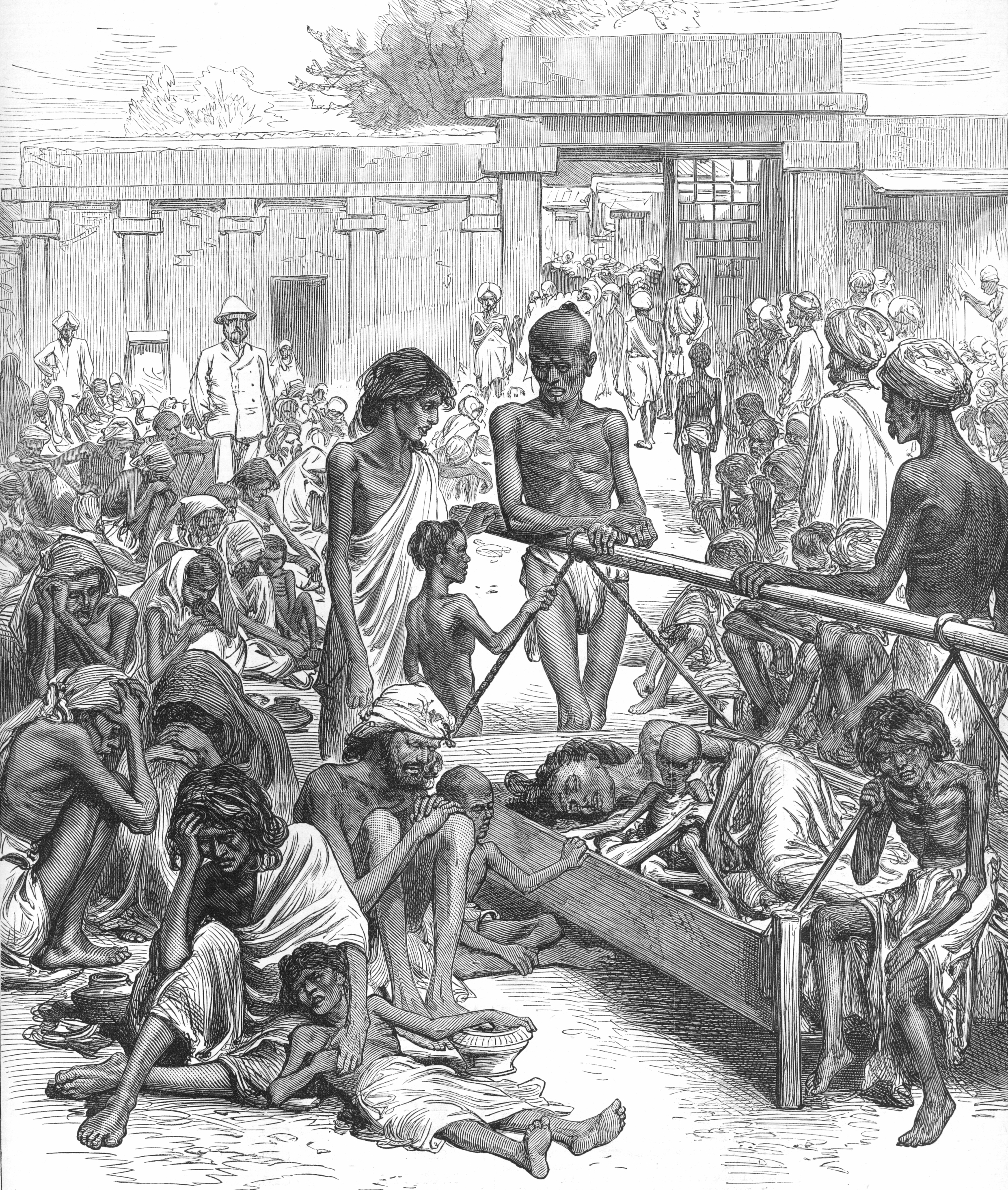
인도 벵갈루루에서 기근 구호품을 기다리는 사람들 (1877년 일러스트레이티드 런던 뉴스에서)

이러한 유망한 시작에도 불구하고, 필의 후임자인 존 러셀 경의 조치들은 위기가 심화되면서 비교적 "부적절"한 것으로 드러났다. 러셀 내각은 1846년 12월까지 약 50만 명의 아일랜드인들을 고용했고 관리하기 불가능한 것으로 판명된 공공 사업 프로젝트를 도입했다. 정부는 시장이 필요한 식량을 제공할 것이라는 자유방임주의적 신념에 영향을 받았다. 정부는 식량 및 구호 사업을 중단하고 "실내" 및 "실외" 직접 구호의 혼합으로 전환했다. 전자는 구빈원에서 아일랜드 구빈법을 통해, 후자는 수프 키친을 통해 관리되었다.

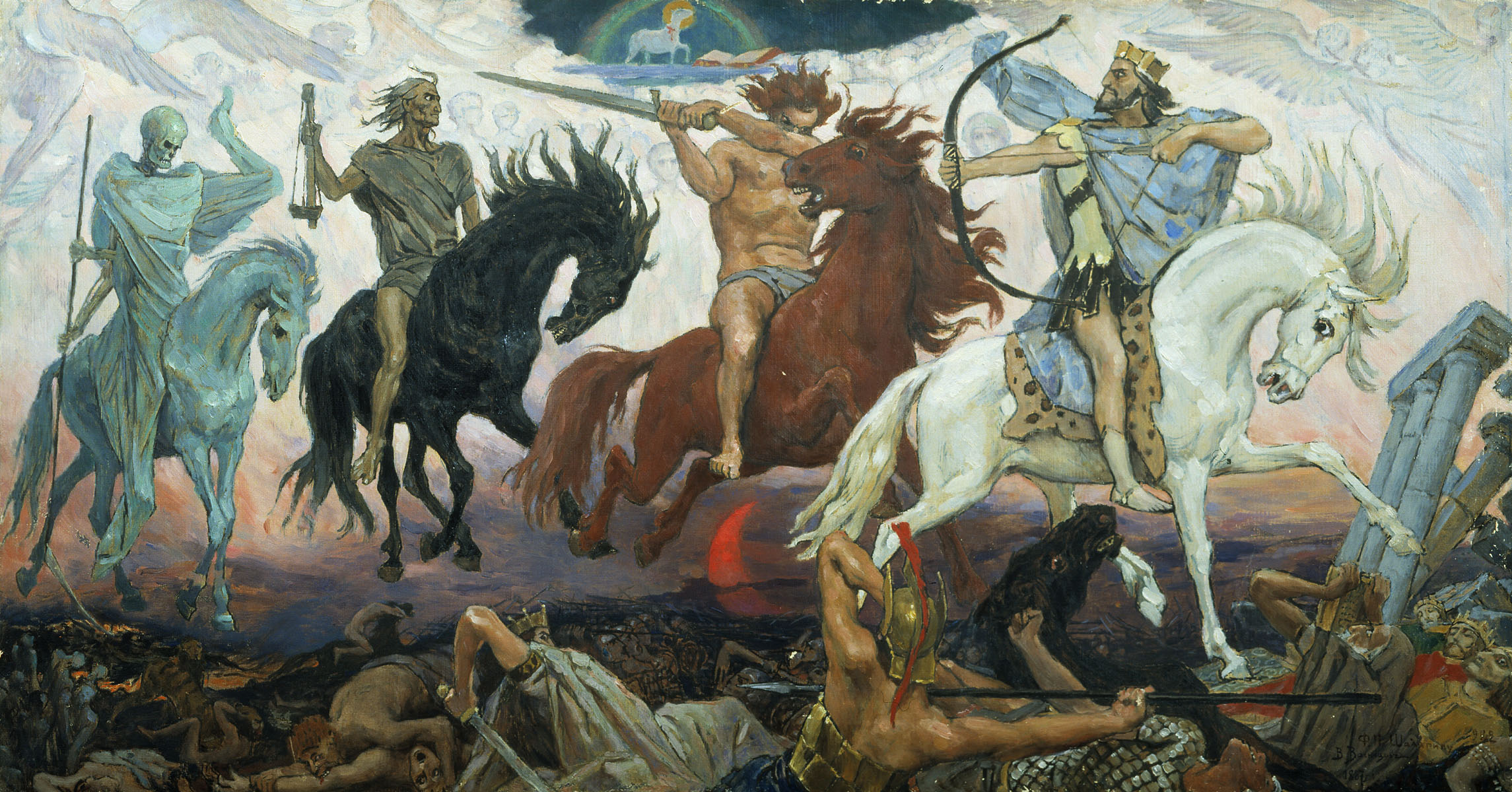
묵시록의 4기사, 러시아 화가 빅토르 바스네초프의 1887년 그림. 왼쪽에서 오른쪽으로 죽음, 기근, 전쟁, 정복이 묘사되어 있다.

기근에 대처하기 위한 필요한 규제 체계를 체계적으로 구축하려는 시도는 1880년대 영국령 인도 제국에 의해 개발되었다. 기근 문제를 포괄적으로 해결하기 위해 영국은 기근 발생 시 정부가 취해야 할 조치를 권고하는 인도 기근 위원회를 만들었다. 기근 위원회는 기근 코드라고 불리는 기근 및 식량 부족에 대응하는 방법에 대한 일련의 정부 지침 및 규정을 발행했다. 기근 코드는 또한 기근의 영향을 완화하기 위해 기근을 과학적으로 예측하려는 최초의 시도 중 하나였다. 이들은 최종적으로 1883년 리펀 경 하에서 법으로 통과되었다.
이 코드는 최초의 기근 척도를 도입했다: 세 가지 수준의 식량 불안정이 정의되었다: 거의 부족, 부족, 그리고 기근. "부족"은 3년 연속 흉작, 정상 수확량의 3분의 1 또는 절반, 그리고 대규모 인구의 고통으로 정의되었다. "기근"은 추가적으로 식량 가격이 "정상"의 140% 이상으로 상승하고, 식량을 찾아 사람들의 이동이 있으며, 광범위한 사망률이 포함되었다. 위원회는 농업 노동자와 장인의 실업으로 인한 임금 손실이 기근의 원인임을 확인했다. 기근 코드는 이러한 인구 집단을 위한 일자리 창출 전략을 적용하고 이를 위해 무기한 공공 사업에 의존했다.

### 20세기
20세기 동안 전 세계적으로 약 7천만에서 1억 2천만 명이 기근으로 사망했으며, 이 중 절반 이상은 중국에서 사망했는데, 1958년–1961년 기근 동안 약 3천만 명이 사망했다. 1928년–1930년 중국 기근에서 최대 1천만 명, 1942년–1943년 중국 기근에서 2백만 명 이상이 사망했으며, 북중국과 동중국에서 발생한 기근으로 수백만 명이 추가로 목숨을 잃었다. 소련은 1930년대 소련 대기근으로 8백만 명, 1946년–1947년 소련 기근과 레닌그라드 포위전으로 각각 1백만 명 이상, 1921년–1922년 러시아 기근으로 5백만 명이 사망했으며, 다른 기근도 발생했다. 자바는 제2차 세계 대전 중 일본 점령 하에 250만 명의 사망자를 냈다. 세기 동안 가장 주목할 만한 다른 기근은 1943년 벵골 기근으로, 일본의 버마 점령으로 인한 난민 유입과 버마 곡물 수입 차단, 벵골 주 정부가 기근 선포와 구호 자금 지원에 실패하고, 이웃 주 정부들이 자신들의 재고가 벵골로 옮겨지는 것을 막기 위해 곡물 및 운송 금지 조치를 부과했으며, 중앙 델리 당국이 인도 전역에 걸친 배급을 시행하지 않고, 상인들의 비축 및 폭리, 중세 시대의 토지 관리 방식, 곡물 운송에 사용되던 보트를 압류한 추축국의 거부 프로그램, 영국령 인도군, 전쟁 노동자 및 공무원에 대한 공급과 의료 치료를 일반 대중보다 우선시한 델리 행정부의 무능과 무지, 그리고 처칠 내각이 처음에는 이 문제를 식민지 행정부에 맡겨 해결하려 했으며, 이는 원래의 지역 흉작과 병충해 때문이 아니었다.
20세기 후반의 몇몇 대기근은 다음과 같다: 1960년대 비아프라 기근, 1970년대 크메르 루주가 일으킨 캄보디아 기근, 1990년대 북한의 북한 기근, 그리고 에티오피아의 1983년-1985년 에티오피아 기근. 약 3백만 명이 제2차 콩고 전쟁의 결과로 사망했다.
에티오피아 기근은 전 세계 TV 보도에서 다뤄졌으며, 코렘 마을 근처의 식량 배급소에 모인 굶주린 에티오피아인들의 모습이 담겼다. 이는 전 세계적으로 기근을 종식시키기 위한 최초의 대규모 운동을 촉발시켰다.
BBC 뉴스 진행자 마이클 뷔어크는 1984년 10월 23일 이 비극을 "성경적인 기근"이라고 묘사하며 감동적인 해설을 제공했다. 이는 밥 겔도프가 조직하고 20명 이상의 팝스타가 참여한 밴드 에이드 싱글을 촉발시켰다. 런던과 필라델피아에서 열린 라이브 에이드 콘서트는 이 목적을 위해 더 많은 기금을 모금했다. 기근으로 인해 1년 안에 수십만 명이 사망했지만, 라이브 에이드가 만들어낸 홍보는 서방 국가들이 아프리카의 즉각적인 굶주림 위기를 종식시킬 만큼 충분한 잉여 곡물을 제공하도록 장려했다.
20세기 기근 중 일부는 정부의 지정학적 목적을 달성하는 데 기여했다. 이는 전략적으로 중요한 지역에서 불신받는 소수 민족을 고통받게 하고 대체하며, 침략에 취약한 지역을 적대 세력이 통치하기 어렵게 만들고, 인구 고통이 체제 정당성 붕괴 위험이 적은 지역으로 식량 부족의 부담을 전가하는 것을 포함한다.

### 21세기
2017년까지 전 세계 기근 사망자 수는 급격히 감소하고 있었다. 세계 평화 재단은 1870년대부터 1970년대까지 대기근으로 인해 연평균 928,000명이 사망했다고 보고했다. 1980년 이후 연간 사망자 수는 평균 75,000명으로 줄어들어 1970년대까지의 10% 미만이었다. 이러한 감소는 2011년 소말리아 기근으로 인한 약 15만 명의 사망자에도 불구하고 달성되었다. 그러나 2017년 유엔은 나이지리아 북부, 남수단, 예멘, 그리고 소말리아에서 약 2천만 명이 굶주림으로 사망할 위험에 처해 있다고 공식적으로 발표했다.
2021년 4월 20일, 전 세계 수백 개의 구호 단체들이 가디언 신문에 공개 서한을 보내 예멘, 아프가니스탄, 에티오피아, 남수단, 부르키나파소, 콩고 민주 공화국, 온두라스, 베네수엘라, 나이지리아, 아이티, 중앙아프리카 공화국, 우간다, 짐바브웨 및 수단의 수백만 명의 사람들이 굶주림에 직면해 있다고 경고했다. 국제 자원 단체 협의회 및 세계 식량 계획을 포함한 단체들은 "소녀와 소년, 남성과 여성은 분쟁과 폭력; 불평등; 기후 변화의 영향; 토지, 일자리 및 전망의 상실; 그리고 그들을 더욱 뒤처지게 만든 코로나19와의 싸움으로 인해 굶주리고 있습니다."라고 밝혔다. 이 단체들은 자금이 고갈되었으며, 돈만으로는 충분하지 않을 것이라고 경고했다. 정부는 분쟁을 종식하고 인도적 접근을 보장해야 한다고 그들은 말했다. "만약 아무런 조치도 취해지지 않는다면, 생명이 사라질 것입니다. 이를 해결할 책임은 국가에 있습니다."라고 그들은 덧붙였다.
2021년 11월, 세계 식량 계획은 43개국에서 4500만 명이 "기근의 바로 문턱"에 서 있다고 보고했으며, 아주 작은 충격에도 그들이 벼랑 끝으로 내몰릴 수 있다고 경고했다. 이 수치는 2021년 초의 4200만 명에서 증가한 것이며, 2019년의 2700만 명보다도 늘어난 것이다. 기후 변화와 관련된 극심한 날씨, 분쟁, 또는 이 두 가지 굶주림 유발 요인의 치명적인 상호 작용 등 아주 작은 충격이라도 수천만 명의 사람들을 돌이킬 수 없는 위험에 빠뜨릴 수 있으며, 이는 기관이 1년 이상 경고해 온 전망이다. 아프가니스탄은 세계 최대의 인도주의적 위기가 되고 있으며, 그 나라의 필요는 다른 최악의 피해를 입은 국가들, 즉 에티오피아, 남수단, 시리아, 심지어 예멘의 필요를 능가하고 있다.
2024년 8월, 수단에서 기근이 선포되었는데, 계속되는 수단 내전으로 인해 피난민 캠프 여러 곳이 심각한 기근 상황에 직면해 있는 것으로 밝혀졌다. IPC에 따르면 2천4백만 명 이상이 급성 식량 불안정에 직면해 있으며, 여러 지역에서 5단계 기근이 감지되었다. 유엔 전문가들은 수단군과 신속지원군이 자국 민간인에게 '굶주림 전술'을 사용했다고 비난했으며, "현대 역사상 수단만큼 많은 사람이 굶주림과 기근에 직면한 적은 없었다"고 말했다.

## 지역별 역사

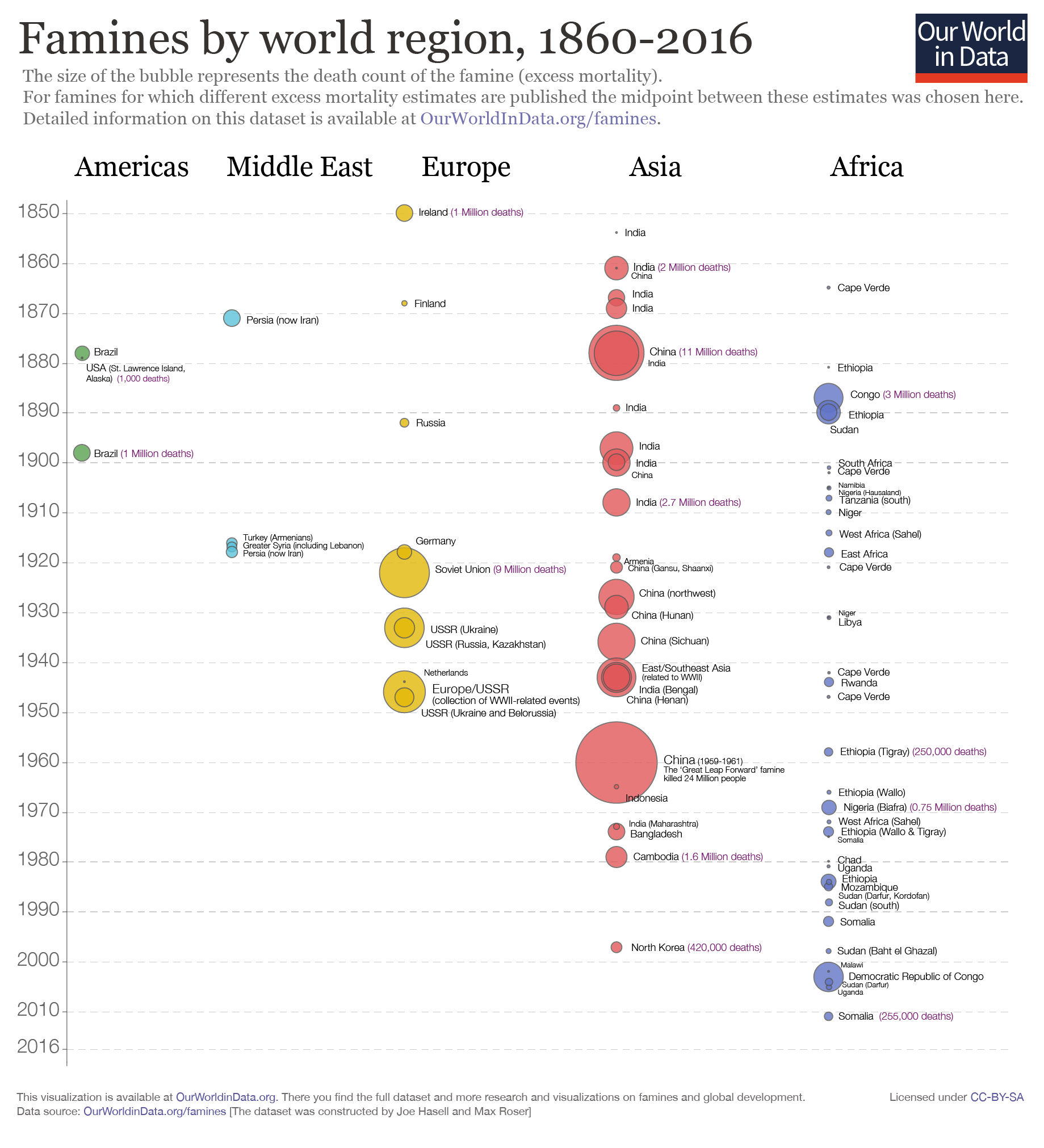
대륙별 기근

### 아프리카

#### 초기 역사
기원전 22세기 중반, 갑작스럽고 짧은 기후 변화로 인해 강수량이 감소하면서 상이집트에 수십 년간의 가뭄이 발생했다. 이로 인한 기근과 내전은 고왕국 붕괴의 주요 원인으로 여겨진다. 제1중간기의 기록에는 "상이집트 전역이 굶주림으로 죽어가고 있었고, 사람들은 자녀들을 먹고 있었다"고 기록되어 있다. 최근 수세기에 걸친 기록된 사례로는 1680년대에 기근이 사헬 전역에 걸쳐 확산되었고, 1738년에는 팀북투 인구의 절반이 기근으로 사망했다. 이집트에서는 1687년과 1731년 사이에 여섯 번의 기근이 있었다. 1784년에 이집트를 강타한 기근으로 인해 이집트 인구의 약 6분의 1이 사망했다. 마그레브는 18세기 후반과 19세기 초에 기근과 흑사병을 겪었다. 트리폴리에는 1784년에, 튀니스에는 1785년에 기근이 있었다.
존 일리프에 따르면, "16세기 앙골라의 포르투갈 기록은 대기근이 평균 70년마다 발생했으며, 전염병을 동반하여 인구의 3분의 1 또는 절반을 죽이고 세대 간 인구 증가를 파괴하며 식민지 개척자들이 강 계곡으로 돌아가도록 강요했음을 보여준다."
서중앙 아프리카의 날씨에 대한 첫 기록은 16세기 중반부터 17세기 사이에 루안다 콩고와 같은 지역에서 이루어졌지만, 날씨와 질병 문제에 대한 많은 데이터는 몇몇 주목할 만한 문서를 제외하고는 기록되지 않았다. 유일하게 확보된 기록은 1665년 음브윌라 전투 동안 포르투갈인과 아프리카인 사이의 폭력에 관한 것이다. 이 문서에서 포르투갈인들은 오로지 식량을 위해 아프리카인들이 포르투갈 상인들을 습격했다고 기록했으며, 이는 기근의 명확한 징후를 보여준다. 또한, 이 시기에는 아프리카 자가족에 의한 식인 사례도 더 만연했는데, 이는 주식원의 극심한 부족을 나타낸다.

#### 식민지 시대

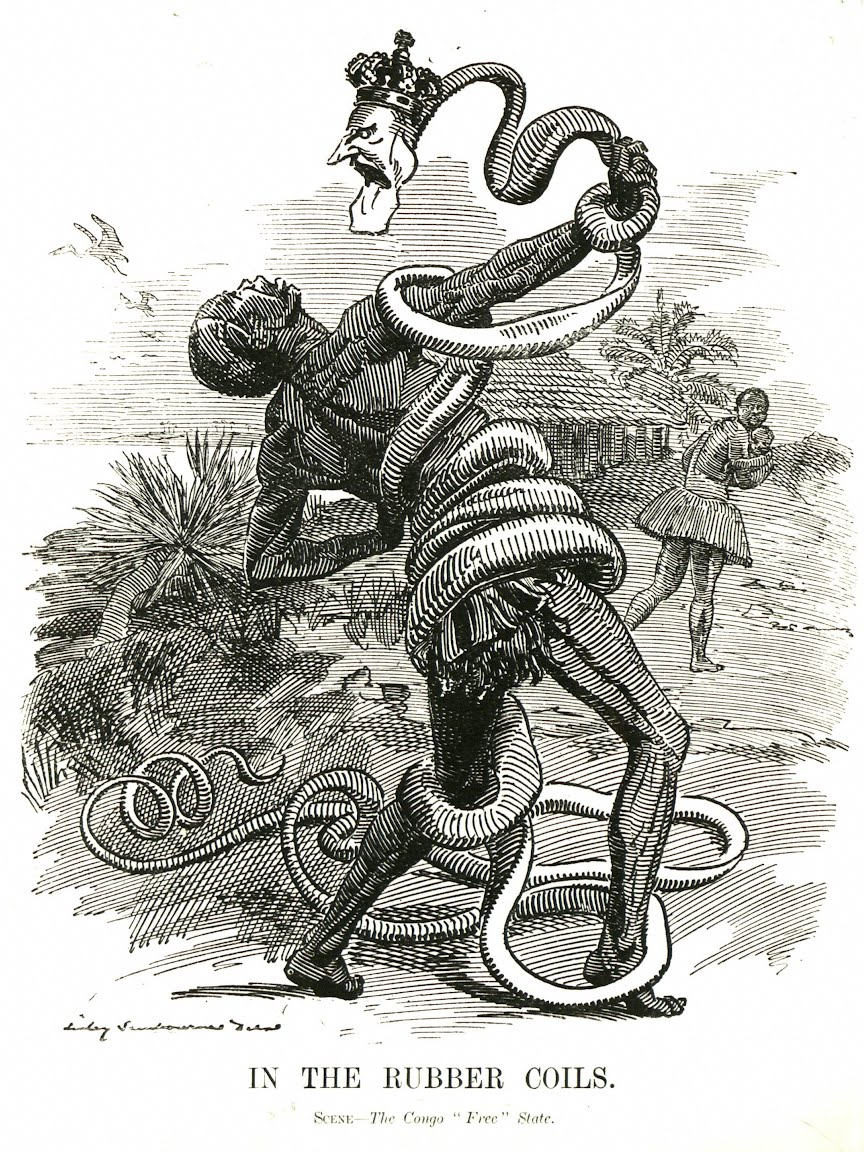
1906년 펀치 잡지의 만화로, 레오폴 2세가 뱀처럼 콩고인을 휘감는 모습을 묘사하고 있다.

콩고 자유국에서는 20세기 전환기에 주목할 만한 기근이 발생했다. 이 국가를 형성하면서 레오폴드는 대규모 노동 수용소를 사용하여 제국 자금을 조달했다. 이 시기 동안 최대 1천만 명의 콩고인이 잔혹 행위, 질병, 기근으로 사망했다. 일부 식민지 "평정" 노력은 종종 심각한 기근을 초래했는데, 특히 1906년 탕가니카의 마지 마지 반란 진압이 그러했다. 면화와 같은 환금작물의 도입과 농부들에게 이러한 작물을 강제로 재배하게 한 조치는 때때로 북부 나이지리아와 같은 많은 지역에서 농민들을 빈곤하게 만들어 1913년 심각한 가뭄이 닥쳤을 때 기근에 대한 취약성을 높였다.
1888년과 그 이후 해에 에티오피아에서 대규모 기근이 발생했는데, 감염된 소에 의해 소 역병이 에리트레아에 유입되어 남쪽으로 확산되어 최종적으로 남아프리카 공화국까지 도달했기 때문이다. 에티오피아에서는 전국 가축의 90%가 폐사한 것으로 추정되어, 부유한 농부들과 목축업자들이 하룻밤 사이에 빈털터리가 되었다. 이는 엘니뇨 진동과 관련된 가뭄, 천연두 인간 전염병, 그리고 여러 나라에서 격렬한 전쟁과 동시에 발생했다. 1888년부터 1892년까지 에티오피아를 강타한 에티오피아 대기근으로 인해 에티오피아 인구의 약 3분의 1이 감소했다. 수단에서는 1888년이 이러한 요인들과 마디 국가가 부과한 징수 때문에 역사상 최악의 기근으로 기억된다.
힘바족의 구전 전통은 1910년부터 1917년까지 두 번의 가뭄을 기억한다. 1910년부터 1911년까지 힘바족은 가뭄을 "오무타티 씨앗의 가뭄"이라고 불렀는데, 이는 당시 사람들이 먹었던 미확인 덩굴 식물의 열매인 오망고위라고도 불린다. 1914년부터 1916년까지 가뭄은 카투르 옴반다 또는 카리 옴반다 '옷을 먹는 시간'을 가져왔다.

#### 20세기

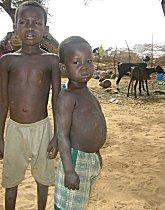
2005년 기근 당시 니제르의 영양실조 아동

20세기 중반까지 농업학자, 경제학자, 지리학자들은 아프리카를 특히 기근에 취약하다고 여기지 않았다. 1870년부터 2010년까지 기근으로 인한 사망자의 87%는 아시아와 동유럽에서 발생했으며, 아프리카에서는 9.2%에 불과했다. 제2차 세계 대전 중 르완다의 기근과 1949년 말라위 기근과 같은 주목할 만한 반례는 있었지만, 대부분의 기근은 국지적이고 짧은 식량 부족이었다. 가뭄은 짧았지만 르완다의 주요 사망 원인은 벨기에가 식민지(르완다)에서 곡물을 획득하려는 특권 때문이었다. 곡물 획득 증가는 제2차 세계 대전과 관련이 있었다. 이와 가뭄으로 인해 30만 명의 르완다인들이 사망했다.
1967년부터 1969년까지 비아프라와 나이지리아에서 정부의 분리 독립 지역 봉쇄로 인해 대규모 기근이 발생했다. 이 기근으로 인해 약 150만 명이 굶주림으로 사망한 것으로 추정된다. 또한, 가뭄과 정부의 식량 공급 방해로 인해 중앙 및 서아프리카에서 50만 명의 아프리카인들이 사망했다.
기근은 1970년대 초반에 다시 발생했으며, 당시 에티오피아와 서아프리카 사헬은 가뭄과 기근에 시달렸다. 당시 에티오피아 기근은 그 나라의 봉건주의 위기와 밀접하게 관련되어 있었고, 결국 하일레 셀라시에 황제의 몰락을 야기하는 데 기여했다. 사헬 지역의 기근은 아프리카에서 점차 심화되는 목축업 위기와 관련이 있었으며, 지난 두 세대 동안 가축 사육이 실현 가능한 생활 방식으로 쇠퇴하는 것을 목격했다.

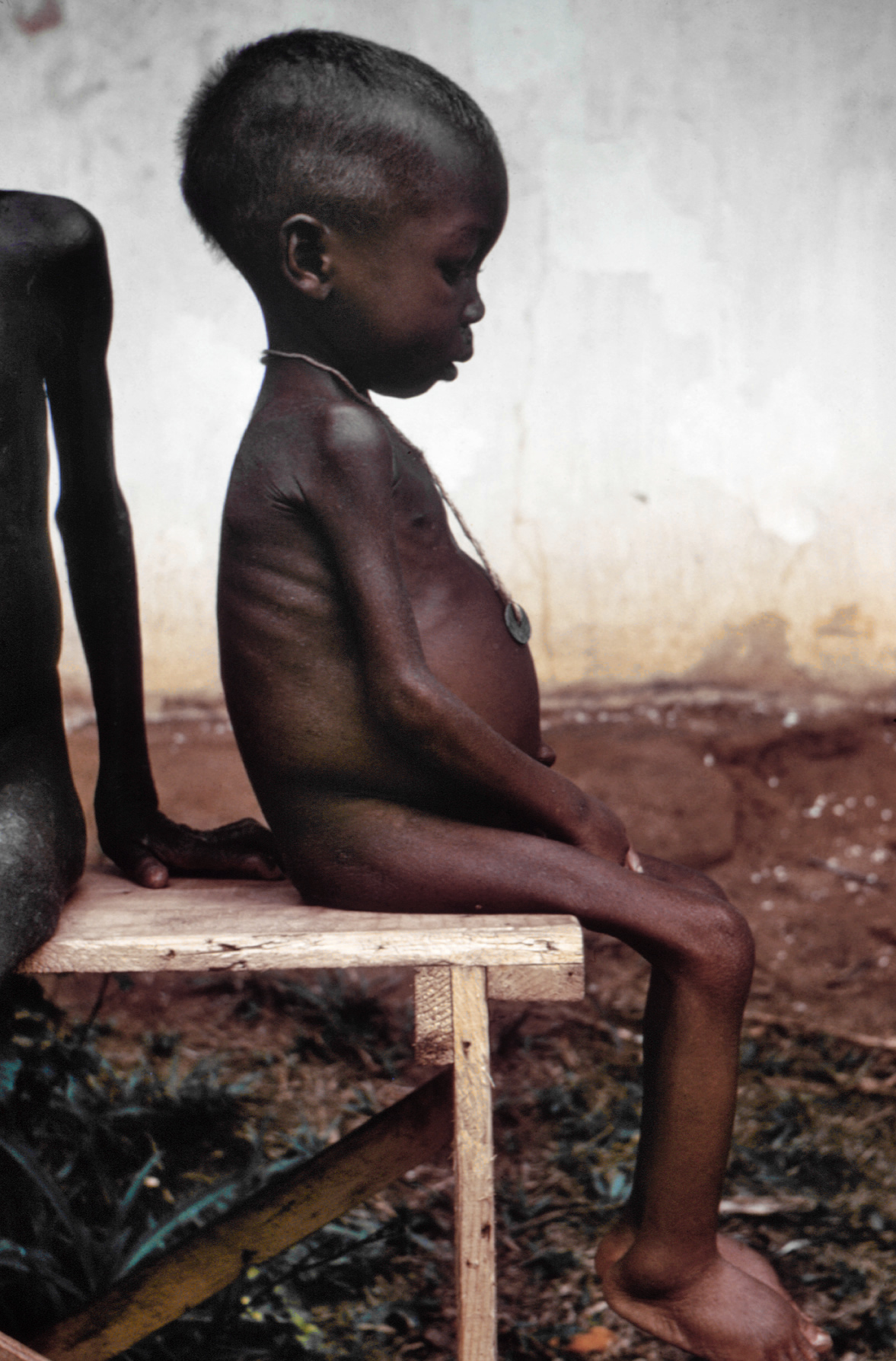
1960년대 후반 비아프라 전쟁 중의 한 소녀. 나이지리아 봉쇄로 인한 기근 사진은 전 세계 비아프라족에게 동정심을 불러일으켰다.

1970년대 후반과 1990년, 1998년에 수단에서 기근이 다시 발생했다. 1980년 우간다 카라모자의 기근은 사망률 면에서 역사상 최악의 기근 중 하나였다. 인구의 21%가 사망했으며, 여기에는 유아의 60%가 포함되었다. 1980년대에 수단과 아프리카 사헬 지역에서 대규모 다층적 가뭄이 발생했다. 수단 정부는 곡물 잉여분이 있다고 믿었음에도 불구하고 지역 전체에 식량 부족이 발생하여 기근을 초래했다.
1984년 10월, 에티오피아 기근을 "성경적"이라고 묘사한 텔레비전 보도는 런던과 필라델피아에서 라이브 에이드 콘서트를 촉발시켰고, 이는 고통을 완화하기 위해 막대한 자금을 모금했다. 기근(국내에서 가장 큰 기근 중 하나)의 주요 원인은 에티오피아(및 주변 아프리카의 뿔 지역)가 1970년대 중후반에 발생한 가뭄에서 아직 회복 중이었다는 점이다. 이 문제는 내전으로 인한 간헐적인 전투, 정부의 구호 제공 조직 부족, 그리고 인구를 통제하기 위한 물자 비축으로 인해 더욱 심화되었다. 결국, 100만 명 이상의 에티오피아인이 사망했고, 약 2년간 지속된 장기 가뭄으로 인해 2,200만 명 이상이 고통받았다.
1992년 소말리아는 시아드 바레가 이끌던 독재 정권 붕괴와 군벌 간의 권력 분할 이후 효과적인 정부, 경찰, 기본 서비스가 없는 전쟁 지역이 되었다. 이는 대규모 가뭄과 겹쳐 30만 명 이상의 소말리아인이 사망했다.

#### 최근 몇 년

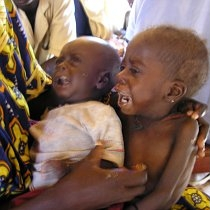
2005년 기근 당시 마라디의 국경없는의사회 구호 센터에서 로르 술레이가 세 살배기 딸과 영아 아들을 안고 있다.

21세기 초부터 보다 효과적인 조기 경보 및 인도주의적 대응 조치가 기근으로 인한 사망자 수를 현저히 줄였다. 그러나 많은 아프리카 국가들은 식량 생산에서 자급자족하지 못하고, 환금작물 수입에 의존하여 식량을 수입하고 있다. 아프리카의 농업은 기후 변동, 특히 현지에서 생산되는 식량의 양을 줄일 수 있는 가뭄에 취약하다. 다른 농업 문제로는 토양 비옥도, 토지 황폐화 및 침식, 전체 작물을 파괴할 수 있는 사막 메뚜기 떼, 가축 질병 등이 있다. 사막화는 점점 더 문제가 되고 있다: 사하라 사막은 매년 48 킬로미터 (30 mi)까지 퍼지는 것으로 보고된다. 가장 심각한 기근은 가뭄, 잘못된 경제 정책, 그리고 분쟁의 복합적인 원인으로 발생했다. 예를 들어 1983-85년 에티오피아 기근은 이 세 가지 요인이 모두 작용한 결과였으며, 공산주의 정부가 위기 발생을 검열하여 더욱 악화되었다. 같은 시기 자본주의 수단에서는 가뭄과 경제 위기가 당시 가파르 니메이리 대통령 정부의 식량 부족 부인과 결합하여 약 25만 명을 사망시키고 니메이리를 전복시킨 대중 봉기를 유발하는 위기를 초래했다.
식량 안보 상황을 위태롭게 하는 요인에는 정치적 불안정, 무력 충돌 및 내전, 식량 공급 처리의 부패 및 부실 관리, 아프리카 농업에 해로운 무역 정책 등이 있다. 인권 침해로 인한 기근의 예는 1998년 수단 기근이다. AIDS 또한 이용 가능한 노동력을 감소시켜 농업에 장기적인 경제적 영향을 미치고 있으며, 가난한 가구에 과도한 부담을 주어 기근에 대한 새로운 취약성을 만들고 있다. 반면에 아프리카의 현대사에서는 기근이 종종 급성 정치 불안정의 주요 원인으로 작용했다. 유엔 대학교(UNU) 가나 기반 아프리카 천연자원 연구소에 따르면, 인구 증가와 토양 퇴화의 현재 추세가 계속된다면 2025년까지 아프리카 대륙은 인구의 25%만을 먹여 살릴 수 있을지도 모른다.

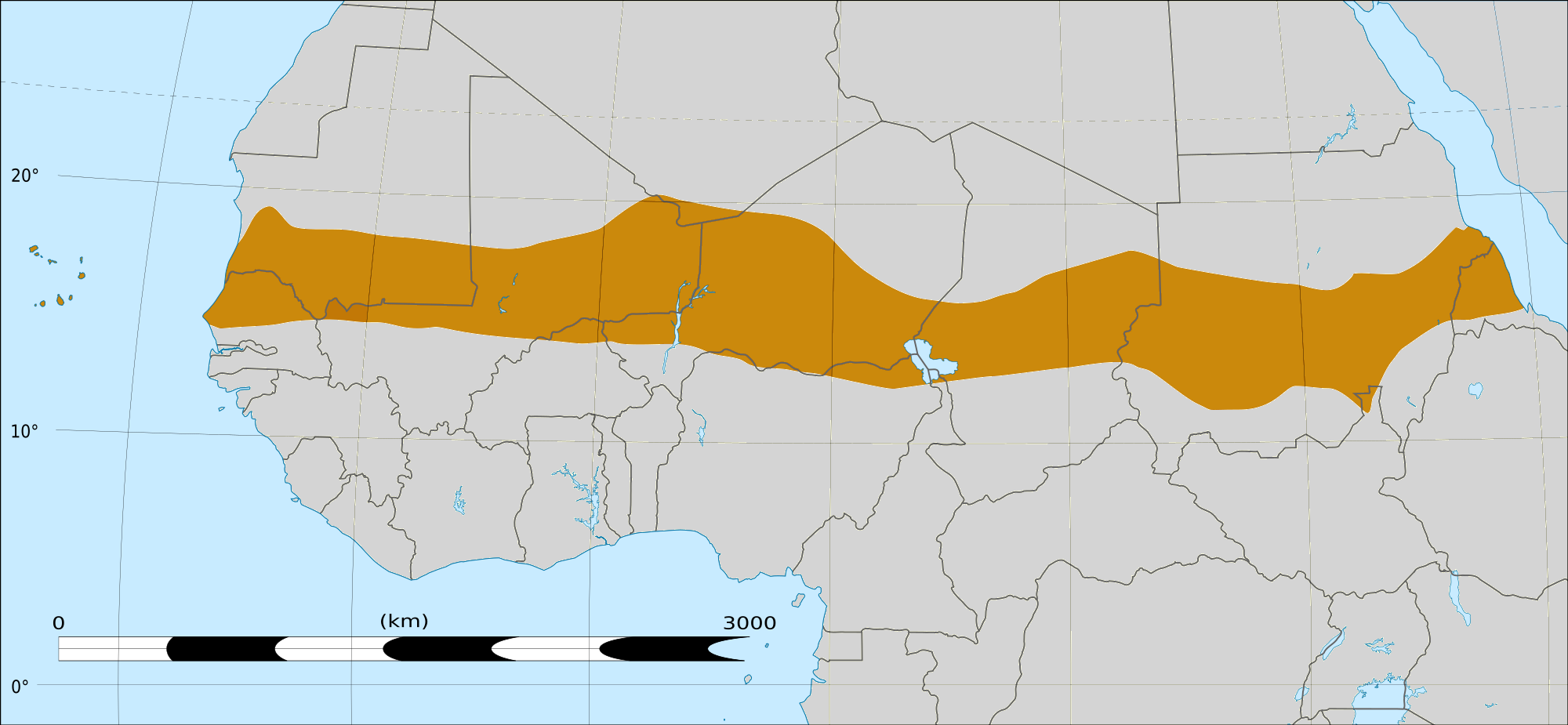
2012년 사헬 가뭄 동안 서부 사헬 지대의 기근 피해 지역.

21세기 초 아프리카의 기근으로는 2005–06년 니제르 식량 위기, 2010년 사헬 기근 및 2011년 아프리카의 뿔 가뭄이 포함되는데, 이 중 두 번 연속 비가 오지 않는 계절로 인해 60년 만에 동아프리카 최악의 가뭄 중 하나가 발생했다. 이 기간 동안 약 5만 명에서 15만 명이 사망한 것으로 보고되었다. 2012년, 2012년 사헬 가뭄은 한 달간의 폭염으로 인해 서부 사헬 지역의 1천만 명 이상을 기근 위험에 빠뜨렸다 (메소디스트 구호 개발 기금(MRDF) 구호 전문가에 따르면).
오늘날 기근은 사하라 이남 아프리카에서 가장 널리 퍼져 있지만, 식량 자원의 고갈, 지하수 과잉 취수, 전쟁, 내부 분쟁, 경제적 실패 등으로 인해 수억 명의 사람들이 고통받는 전 세계적인 문제로 남아 있다. 이러한 기근은 광범위한 영양실조와 빈곤을 초래한다. 1980년대 에티오피아 기근은 막대한 사망자 수를 기록했지만, 20세기 아시아 기근 또한 광범위한 사망자 수를 기록했다. 현대 아프리카 기근은 광범위한 빈곤과 영양실조를 특징으로 하며, 사망률 증가는 어린 아이들에게 국한된다.

#### 현재 이니셔티브
국가 또는 시장을 통한 전통적인 개입 배경에도 불구하고, 식량 안보 문제 해결을 위한 대안적 이니셔티브가 개척되었다. 범아프리카적 예로는 녹색장성이 있다. 또 다른 예는 농업 개발을 위한 "커뮤니티 지역 기반 개발 접근 방식"(CABDA)으로, 이는 아프리카의 식량 안보를 증진하기 위한 대안적 접근 방식을 제공하는 것을 목표로 하는 비정부 기구 프로그램이다. CABDA는 가뭄에 강한 작물 도입 및 농림업과 같은 새로운 식량 생산 방법과 같은 특정 개입 영역을 통해 진행된다. 1990년대 에티오피아에서 시범 운영된 이 프로그램은 말라위, 우간다, 에리트레아 및 케냐로 확산되었다. 해외 개발 연구소의 프로그램 분석에서는 CABDA가 개인 및 지역 사회 역량 강화에 중점을 두는 것이 강조된다. 이를 통해 농부들은 지역 사회 운영 기관을 통해 자신들의 발전에 영향을 미치고 주도하여 가계와 지역에 식량 안보를 가져올 수 있다.

#### 아프리카 연합 기구의 역할
아프리카 연합 기구와 아프리카 위기에서 그 역할은 아프리카 대륙의 정치적 측면, 특히 점령된 지역의 해방과 인종차별 철폐에 관심을 가져왔다. 이 기구는 이 분야에서는 성공했지만, 경제 분야와 개발 분야에서는 성공하지 못했다. 아프리카 지도자들은 아프리카 경제 위원회(ECA)를 통해 유엔에 개발에 대한 자신들의 기구 역할을 양보하기로 합의했다.

### 극동

#### 중국

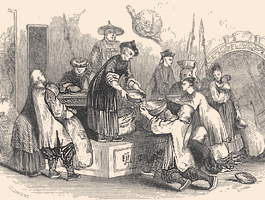
19세기 판화로 묘사된 중국 관리들의 기근 구호 활동

중국 학자들은 기원전 108년부터 1911년까지 한 성에서 1,828건의 기근 사례를 기록했는데, 이는 연평균 한 건 이상의 기근이 발생했음을 의미한다. 1333년부터 1337년까지의 대기근으로 600만 명이 사망했다. 1810년, 1811년, 1846년, 1849년의 네 번의 기근으로 최소 4,500만 명이 사망했다고 한다.
청나라 관료제는 곡물 창고 네트워크를 통해 기근 최소화에 광범위하게 주력했다. 기근은 일반적으로 엘니뇨-남방진동과 관련된 가뭄 및 홍수 직후에 발생했다. 이러한 사건들은 19세기 중국의 거대한 기근의 생태학적 촉발 사건과 유사하지만 규모는 다소 작다. 청나라 중국은 광대한 식량 운송, 부유층에게 빈민에게 식량 창고를 개방하도록 요구하는 것, 그리고 가격 규제를 포함하는 구호 노력을 수행했는데, 이는 농민들에게 생계를 보장하는 국가 보증(명생(民生)으로 알려짐)의 일환이었다. 그러나 1850년대의 태평천국의 난은 곡물 창고 구호 시스템을 파괴하여 1850년부터 1873년까지 중국 인구가 조기 사망과 출생 누락으로 3천만 명 이상 감소했다.
스트레스를 받던 군주국이 19세기 중반에 국가 관리와 직접적인 곡물 운송에서 금전적 자선으로 전환하면서 시스템이 붕괴되었다. 그리하여 동치중흥 시기의 1867년-68년 기근은 성공적으로 완화되었지만, 북중국 전역의 가뭄으로 인한 1877년-78년의 1876년-1879년 북중국 기근은 재앙이었다. 산시성 (산서성)은 곡물이 바닥나면서 실질적으로 인구가 줄어들었고, 절박하게 굶주린 사람들은 식량을 위해 숲, 밭, 심지어 자신들의 집까지 훼손했다. 추정 사망자는 950만에서 1,300만 명이다.

##### 3년 대기근 1958–1961
20세기 최대의 기근은 대약진 운동과 관련된 1958년–1961년 기근이었다. 이 기근의 직접적인 원인은 마오쩌둥의 잘못된 시도, 즉 중국을 농업 국가에서 산업 강국으로 한 번에 도약시키려는 시도에 있었다. 중국 전역의 공산당 간부들은 농민들에게 공동 농장을 위해 농장을 버리고 작은 주물 공장에서 철강을 생산하기 시작하도록 강요했으며, 종종 이 과정에서 농기구를 녹여버렸다. 집단화는 농업에 노동과 자원을 투자하려는 동기를 약화시켰고; 분산된 금속 생산에 대한 비현실적인 계획은 필요한 노동력을 고갈시켰으며; 불리한 날씨 조건; 그리고 공동 식당은 이용 가능한 식량의 과소비를 조장했다. 정보의 중앙 집중화와 당 간부들이 생산 할당량 달성 또는 초과와 같은 좋은 소식만 보고하도록 강렬한 압력이 있었기 때문에, 심화되는 재앙에 대한 정보는 효과적으로 억압되었다. 지도부가 기근의 규모를 알게 되었을 때도 거의 대응하지 않았고, 재앙에 대한 어떤 논의도 계속 금지했다. 이러한 전면적인 뉴스 억압은 너무나 효과적이어서 중국 시민들 중 극히 소수만이 기근의 규모를 알고 있었고, 20세기 평시 최대의 인구 재앙은 검열의 베일이 걷히기 시작한 20년 후에야 널리 알려졌다.
1958년–1961년 동안 기근으로 인한 정확한 사망자 수는 파악하기 어렵고, 추정치는 1,800만 명에서 최소 4,200만 명에 이르며, 추가로 3천만 명의 출생이 취소되거나 지연되었다. 기근이 최악의 상황에 이르자 마오쩌둥은 1978년에 효과적으로 해체된 농업 집단화 정책을 철회했다. 중국은 1961년 이후 대약진 운동과 같은 규모의 기근을 겪지 않았다.

#### 일본
일본은 1603년에서 1868년 사이에 130번 이상의 기근을 겪었다.

#### 캄보디아

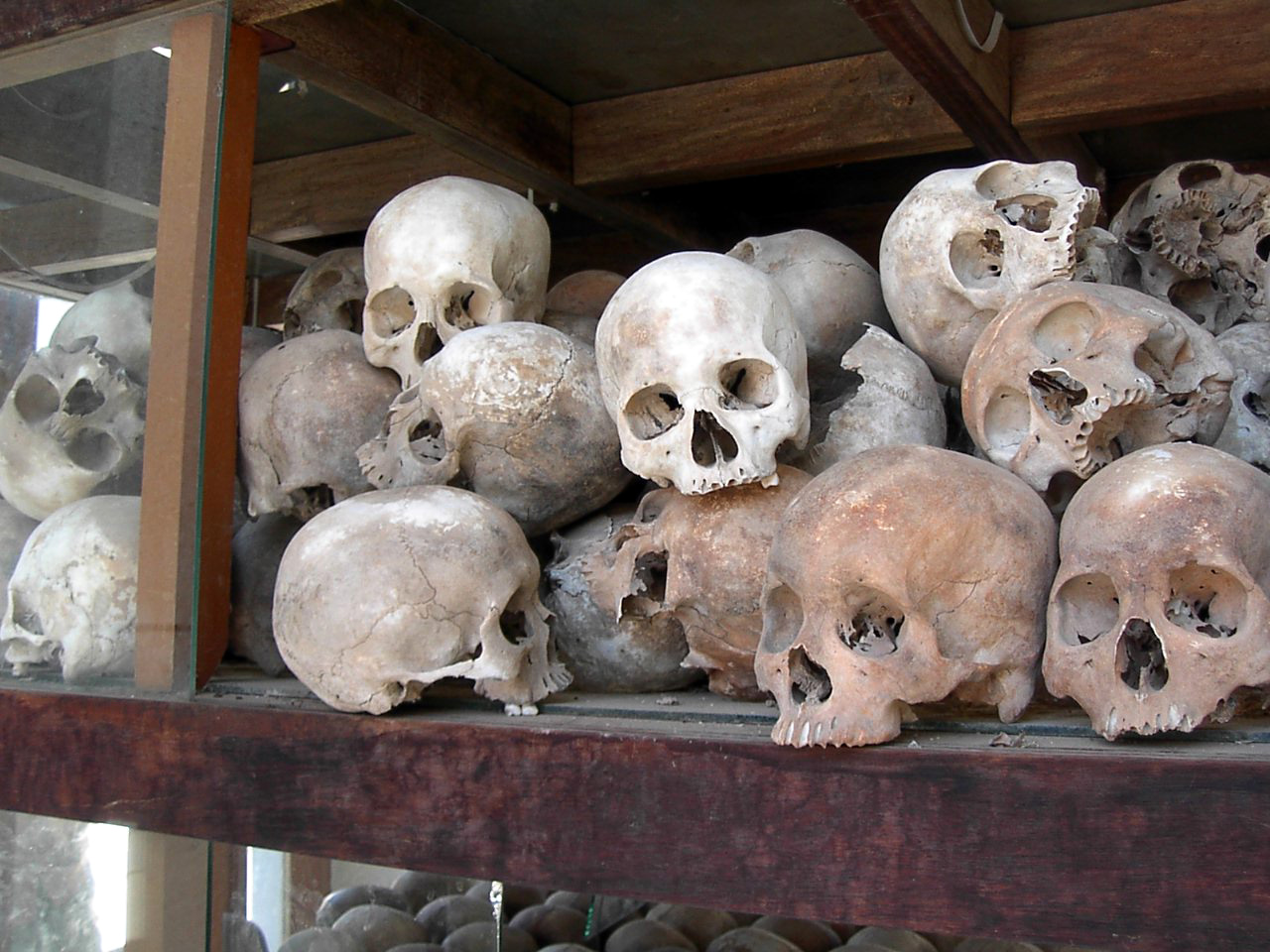
크메르 루주 학살 피해자들의 해골이 있는 체웅엑 학살 센터

1975년, 크메르 루주는 캄보디아를 장악했다. 새 정부는 폴 포트가 이끌었으며, 그는 캄보디아를 공산주의 농업 유토피아로 만들고자 했다. 그의 정권은 도시를 비우고, 화폐와 사유재산을 폐지했으며, 캄보디아 인구를 공동 농장의 노예로 만들었다. 4년도 채 되지 않아 크메르 루주는 약 140만 명을 처형했는데, 대부분 새 이념에 위협이 된다고 여겨진 사람들이었다.
크메르 루주의 농업 개혁 정책 실패로 인해 캄보디아는 광범위한 기근을 겪었다. 이 정책으로 인해 100만 명 이상이 굶주림, 질병, 피로로 사망했다. 1979년 베트남이 캄보디아를 침공하여 크메르 루주를 축출했다. 그때까지 캄보디아 인구의 약 4분의 1이 사망했다.

#### 1990년대 북한 기근
1990년대 중반 북한에 전례 없는 홍수로 인한 기근이 발생했다. 이 자급자족적인 도시 산업 국가는 주로 소련과 중화인민공화국으로부터 막대한 보조금을 받는 물품, 특히 화석 연료에 의존했다. 소련의 붕괴와 중국의 시장 경제화로 무역이 경화 기반의 정가 방식으로 전환되면서 북한 경제는 붕괴되었다. 취약한 농업 부문은 1995년–96년에 대규모 실패를 겪었고, 1996년–1999년까지 본격적인 기근으로 확대되었다.
북한 인구조사를 바탕으로 한 추정치에 따르면, 기근으로 인해 24만에서 42만 명이 사망했으며, 1993년부터 2008년까지 북한에서 60만에서 85만 명의 비정상적인 사망이 있었다. 북한은 아직 식량 자급자족을 회복하지 못했으며 중국, 일본, 남한, 러시아 및 미국으로부터의 외부 식량 지원에 의존하고 있다. 우-커밍스는 기근의 FAD(식량 가용성 감소) 측면에 초점을 맞췄지만, 문은 FAD가 권위주의 정권의 인센티브 구조를 바꿔 수백만 명의 권리 없는 사람들이 굶주려 죽게 만들었다고 주장한다.
유엔의 식량 농업 기구(FAO)에 따르면, 북한은 심각한 가뭄으로 인해 작물 수확량이 감소하면서 2017년에 심각한 곡물 부족에 직면해 있다. FAO는 연초 생산량이 전년 농업 생산량에 비해 30% 이상 감소하여 2001년 이후 최악의 기근이 발생했다고 추정했다.

#### 베트남
일본의 제2차 세계 대전 중 점령은 1945년 베트남 기근을 야기했으며, 이로 인해 약 70만에서 200만 명이 사망했다.

### 인도
계절풍 강우에 거의 전적으로 의존하기 때문에 인도는 흉작에 취약하며, 이는 때때로 기근으로 심화된다. 11세기부터 17세기 사이에 인도에서는 14번의 기근이 발생했다 (바티아, 1985). 예를 들어, 1022년–1033년 인도의 대기근 동안에는 전체 주가 황폐화되었다. 데칸의 기근은 1702년–1704년에 최소 2백만 명을 사망시켰다. B.M. 바티아는 초기 기근은 국지적이었으며, 영국 지배 하의 1860년 이후에야 기근이 전국적인 곡물 부족을 의미하게 되었다고 믿는다. 19세기 후반에는 남부의 타밀나두주와 동부의 비하르주 및 벵골과 같은 주에서 약 25번의 주요 기근이 발생했다.

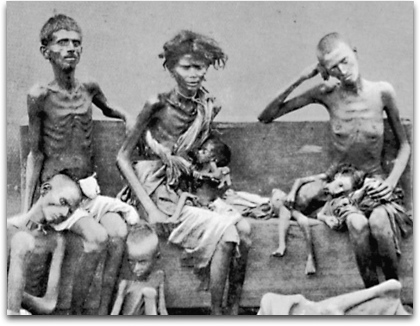
1877년 영국 지배하의 인도에서 1876년-1878년 대기근 희생자들.

로메시 천더 더트는 이미 1900년에, 그리고 아마르티아 센과 같은 현대 학자들도 동의하듯이, 일부 역사적 기근은 고르지 못한 강우량과 영국의 경제 및 행정 정책 모두의 산물이었다고 주장한다. 1857년 이후 이러한 정책은 지역 농경지를 외국 소유의 농장으로 강제로 전환시키고, 내부 무역을 제한하며, 영국 원정대를 지원하기 위해 인도 시민들에게 과도한 세금을 부과하고(아프가니스탄의 유럽 영향력#제2차 영국-아프가니스탄 전쟁 참조), 식량 가격을 인상시키는 인플레이션 조치를 취하며, 인도에서 영국으로 주식 작물을 상당량 수출하게 했다. (더트, 1900년 및 1902년; 스리바스타바, 1968년; 센, 1982년; 바티아, 1985년).
윌리엄 디그비와 같은 일부 영국 시민들은 정책 개혁과 기근 구호를 촉구했지만, 당시 인도의 영국 총독이었던 리턴 경은 인도 노동자들의 회피를 조장할 것이라는 믿음 때문에 그러한 변화에 반대했다. 최초의 기근인 1770년 벵골 기근은 당시 벵골 인구의 3분의 1에 해당하는 약 천만 명의 목숨을 앗아간 것으로 추정된다. 다른 주목할 만한 기근으로는 610만에서 1030만 명이 사망한 1876년-1878년 대기근과 125만에서 1000만 명이 사망한 1899년-1900년 인도 기근이 있다. 기근은 20세기에 들어서면서 종식되었지만, 제2차 세계 대전 중 약 210만 명의 벵골인이 사망한 1943년 벵골 기근은 예외였다.
1880년 기근 위원회의 관찰 결과는 식량 분배가 식량 부족보다 기근의 원인이라는 주장을 뒷받침한다. 그들은 영국령 인도, 영국령 버마를 포함한 각 주가 식량 곡물 잉여를 가지고 있었고, 연간 잉여는 516만 톤이었다고 관찰했다 (바티아, 1970). 당시 인도에서 쌀과 기타 곡물의 연간 수출량은 약 100만 톤이었다.
인구 증가는 농민들의 곤경을 악화시켰다. 평화와 위생 및 건강 개선의 결과로, 인도 인구는 1700년 약 1억 명에서 1920년에는 3억 명으로 증가했다. 농업 생산성을 장려하면서도, 영국은 밭에서 더 많은 자녀를 갖도록 경제적 인센티브를 제공했다. 비슷한 인구 증가는 같은 시기 유럽에서도 발생했지만, 증가하는 인구는 산업화나 아메리카 및 호주로의 이민으로 흡수될 수 있었다. 인도는 산업 혁명이나 식량 생산량 증가를 누리지 못했다. 게다가, 인도 지주들은 환금 작물 시스템에 이해 관계가 있었고 혁신을 방해했다. 그 결과, 인구 수는 이용 가능한 식량과 토지 양을 훨씬 초과하여 극심한 빈곤과 광범위한 굶주림을 초래했다.— 크레이그 A. 록하드, 사회, 네트워크, 전환

마하라슈트라 가뭄에서는 굶주림으로 인한 사망자가 없었으며, 이는 영국 지배하에서와 달리 기근 예방 정책이 성공적으로 시행된 것으로 알려져 있다.

### 중동

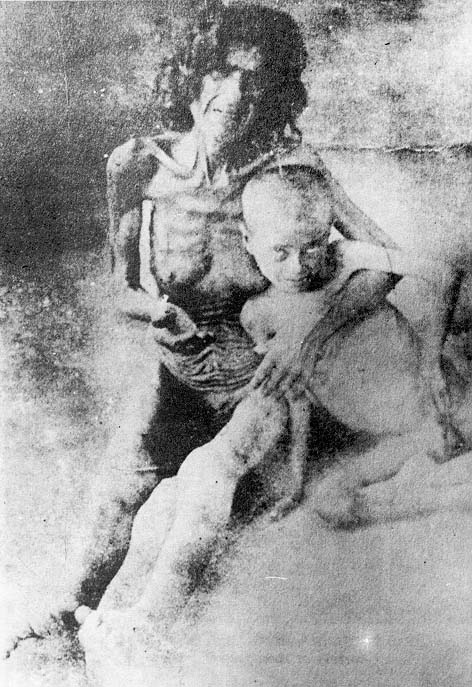
1915년 오스만 제국 아시리아 학살 당시 굶주린 여성과 아이

1870년–1872년 페르시아 기근으로 인해 페르시아 (현재의 이란) 인구의 20–25%에 해당하는 150만 명이 사망한 것으로 추정된다.

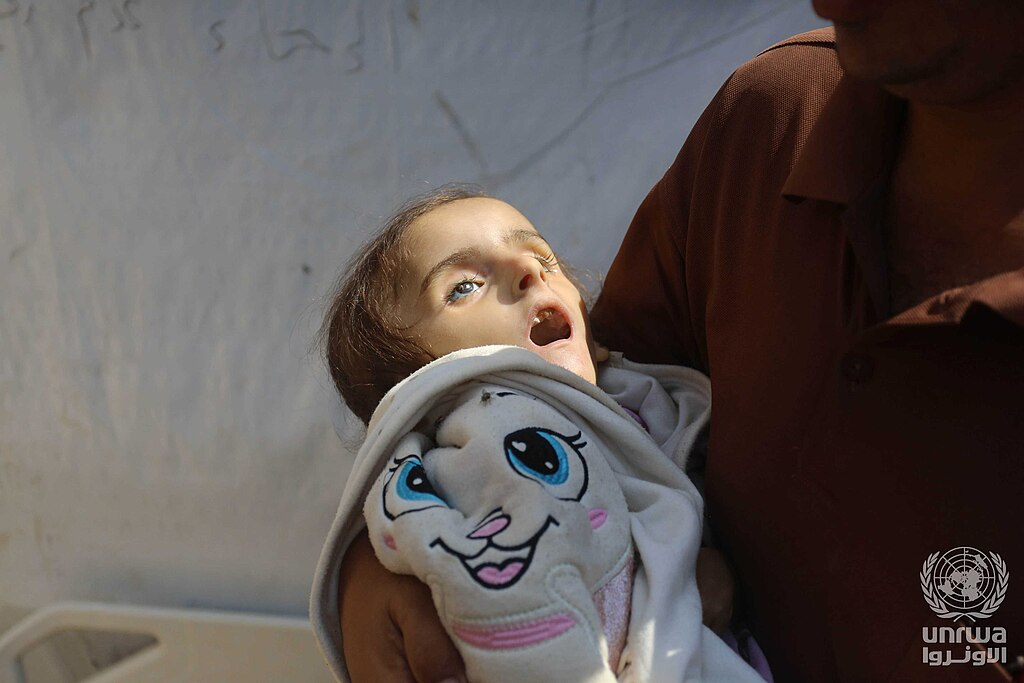
2024년 8월, 가자 전쟁으로 인한 영양실조와 치료 부족으로 사망한 4세 팔레스타인 소녀

20세기 초, 레바논으로 식량 수출을 막은 오스만 제국의 봉쇄는 기근을 초래하여 레바논인 최대 45만 명(인구의 약 3분의 1)이 사망했다. 이 기근은 레바논 내전보다 더 많은 사람을 죽였다. 이 봉쇄는 1860년대에 발생한 시리아 지역의 봉기와 관련이 있었으며, 이로 인해 오스만 튀르크와 지역 드루즈에 의해 수천 명의 레바논인과 시리아인이 학살되었다.
2025년 가자는 이스라엘의 공습과 가자 전쟁, 그리고 기본 필수품 및 인도주의적 지원을 포함한 이스라엘의 봉쇄로 인해 기근에 직면했다. 공습으로 인해 제빵소, 제분소, 식량 저장고와 같은 식량 인프라가 파괴되었으며, 구호품 봉쇄로 인해 필수품이 광범위하게 부족하다. 유엔 전문가 그룹에 따르면, 2024년 7월 현재 이스라엘의 "표적 굶주림 작전"이 가자 지구 전역으로 확산되어 어린이들이 사망하고 있다. 이스라엘 유엔 대표부는 이 성명을 "오정보"라고 비난했다. 같은 달, 가자 북부에서 발견된 아동 영양실조 사례는 2024년 5월 대비 300% 증가했다.
폴커 튀르크, 유엔 인권 최고대표는 이스라엘의 구호품 반입 제한이 기근을 전쟁 무기로 사용하는 것에 해당할 수 있으며, 이는 전쟁 범죄가 될 수 있다고 밝혔다. 독립 국제 조사 위원회 또한 이스라엘이 굶주림을 전쟁 방법으로 사용하고 있다는 사실을 발견했다. 4월과 5월에, 미국 국제개발처(USAID)와 미국 국무부 인구, 난민 및 이주국은 이스라엘이 가자로 식량 지원이 들어오는 것을 막고 있다고 판단했다. 이 결과는 블링컨 국무장관과 바이든 행정부에 의해 거부되었다. 이스라엘 정부는 굶주림을 전쟁 무기로 사용하고 있다는 주장을 부인했으며, 자신들의 행동이 제노사이드 협약을 위반한다는 주장은 "전적으로 근거가 없다"고 밝혔다. 가자로의 구호품 반입을 담당하는 이스라엘 기관인 COGAT은 이스라엘이 가자로 들어오는 구호품 양에 제한을 두지 않는다고 밝혔다. COGAT의 주장은 유럽 연합, 유엔, 옥스팜, 영국을 포함한 여러 단체에 의해 이의가 제기되었다. 2025년 3월부터 이스라엘은 봉쇄를 공식적으로 선언했으며, 국방부 장관은 "가자로 인도주의적 지원은 없을 것"이라고 선언했다. 이스라엘은 "하마스가 보급품을 비축하고 점점 더 절박해지는 민간인들에게서 이를 빼돌렸다"고 주장했지만, 2024년 2월 현재, 미국은 이 주장을 뒷받침할 증거를 받지 못했다. 무장 갱단이 구호품을 훔쳤다는 보고가 있었다.

### 유럽

#### 중세
1315년 대기근 (또는 1322년까지)은 14세기에 유럽을 강타한 첫 번째 주요 식량 위기였다. 북유럽에서는 수년간 수백만 명이 사망하여 11세기와 12세기 동안의 성장과 번영의 초기 시대에 명확한 종말을 고했다. 1315년의 이례적으로 춥고 습한 봄은 광범위한 흉작을 초래했고, 이는 최소 1317년 여름까지 계속되었다. 유럽의 일부 지역은 1322년까지 완전히 회복되지 못했다. 대부분의 귀족, 도시, 국가들은 위기에 대한 대응이 느렸고, 그 심각성을 깨달았을 때도 국민들에게 식량을 확보하는 데 거의 성공하지 못했다. 1315년 잉글랜드 노퍽주에서는 곡물 가격이 쿼터당 5실링에서 20실링으로 치솟았다. 이는 극심한 범죄 활동, 질병 및 대량 사망, 영아 살해, 식인 행위가 특징인 시기였다. 교회, 국가, 유럽 사회 및 14세기에 이어질 미래의 재앙에 영향을 미쳤다. 중세 영국에서는 95번의 기근이, 중세 프랑스에서는 75번 이상의 기근이 있었다. 1315년–1316년 기근 동안 잉글랜드 인구의 10% 이상, 즉 최소 50만 명이 사망했을 수도 있다.
기근은 매우 불안정하고 파괴적인 현상이었다. 굶주림의 가능성은 사람들을 절박한 조치를 취하게 만들었다. 식량 부족이 농민들에게 명백해지면, 그들은 단기적인 생존을 위해 장기적인 번영을 희생할 것이다. 그들은 역축을 죽여 다음 해의 생산량을 줄였다. 그들은 더 많은 씨앗을 찾을 수 있기를 바라며 다음 해의 작물을 희생하고 씨앗 옥수수를 먹었다. 일단 그러한 수단이 고갈되면, 그들은 식량을 찾아 길을 나섰다. 그들은 다른 지역의 상인들이 식량을 팔 가능성이 더 높은 도시로 이주했는데, 도시가 농촌 지역보다 구매력이 더 강했기 때문이다. 도시들은 또한 구호 프로그램을 운영하고 인구를 위해 곡물을 구입하여 질서를 유지할 수 있었다. 이주민들의 혼란과 절망과 함께 범죄가 종종 그들을 따라다녔다. 많은 농민들이 먹고살 만큼 충분히 얻기 위해 산적으로 전락했다.
기근은 종종 씨앗 부족이나 일상 생활의 혼란, 또는 노동력 부족으로 인해 다음 해에도 어려움을 초래했다. 기근은 종종 하나님의 불쾌감의 징조로 해석되었다. 그것들은 하나님이 지구 사람들에게 주신 선물을 거두어가는 것으로 여겨졌다. 기근의 형태로 나타나는 하나님의 진노를 막기 위해 정교한 종교 행렬과 의식이 거행되었다.

#### 16세기

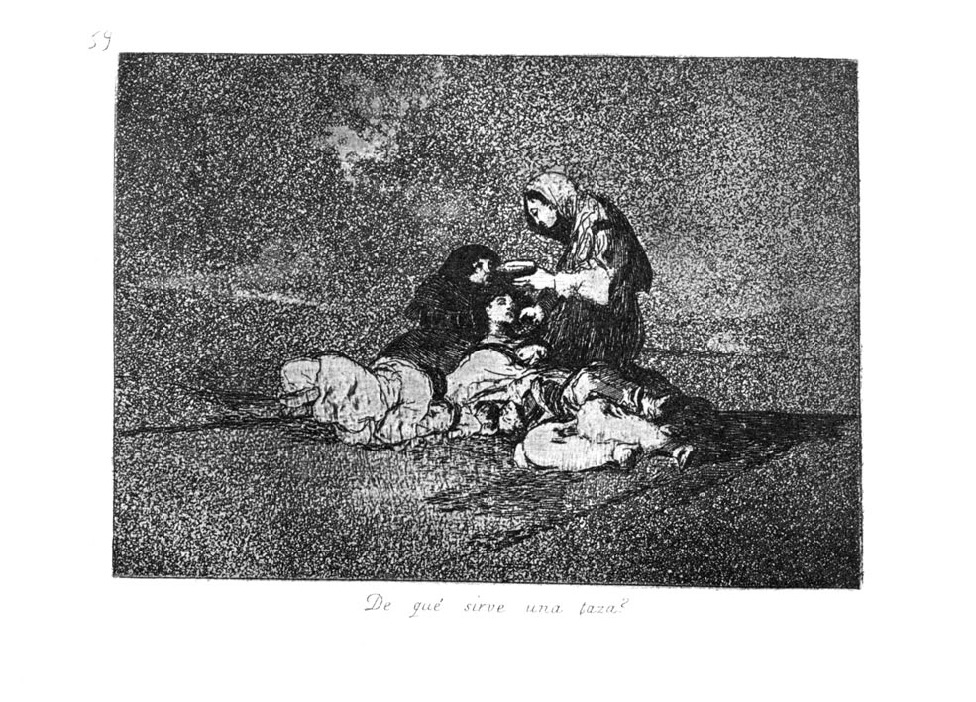
프란시스코 고야의 전쟁의 재앙 판화로, 굶주린 여성들을 보여준다. 1811년–1812년 마드리드를 강타한 끔찍한 기근에서 영감을 받은 것임이 분명하다.

15세기부터 18세기까지 소빙기로 인해 유럽에서 기근이 더 자주 발생했다. 더 추운 기후는 흉작과 부족을 초래하여 이러한 기근의 원인에 대한 음모론이 증가하게 했는데, 예를 들어 프랑스의 기근 협정이 있다.
1590년대는 수세기 만에 유럽 전역에 걸쳐 최악의 기근이 발생한 시기였다. 16세기 동안 기근은 비교적 드물었다. 경제와 인구는 비교적 평화로운 기간 동안 생계형 인구가 그러하듯 꾸준히 성장했다. 북이탈리아와 같이 인구 밀도가 높은 지역의 농민들은 혼작과 같은 기술을 통해 토지 수확량을 늘리는 방법을 배웠지만, 그들은 여전히 기근에 매우 취약하여 토지를 훨씬 더 집중적으로 경작해야 했다.
1590년대의 대기근은 17세기에 기근과 쇠퇴의 시기를 시작했다. 유럽 전역에서 곡물 가격은 높았고, 인구도 높았다. 1590년대 내내 여러 지역에서 발생한 연속적인 흉작에 다양한 유형의 사람들이 취약했다. 시골의 증가하는 임노동자들은 자체 식량이 없었기 때문에 취약했으며, 그들의 미미한 생활비는 흉작 연도의 비싼 곡물을 구입하기에 충분하지 않았다. 도시 노동자들도 위험에 처했는데, 그들의 임금이 곡물 가격을 감당하기에 부족했으며, 설상가상으로 부유층의 가처분 소득이 곡물에 쓰였기 때문에 흉작 연도에는 종종 더 적은 돈을 받았다. 종종 실업은 곡물 가격 상승의 결과였고, 이는 도시 빈민의 수가 계속 증가하는 결과를 낳았다.
이 시기 동안 유럽의 모든 지역, 특히 농촌 지역이 기근의 심각한 영향을 받았다. 네덜란드는 기근의 대부분의 피해를 피할 수 있었지만, 1590년대는 여전히 어려운 시기였다. 암스테르담의 발트해 지역과의 곡물 무역은 식량 공급을 보장했다.

#### 17세기
1620년경에는 또 다른 기근이 유럽 전역을 휩쓸었다. 이 기근들은 25년 전의 기근들보다 일반적으로 덜 심각했지만, 많은 지역에서는 여전히 매우 심각했다. 아마도 1600년 이래 최악의 기근인 1696년 핀란드의 대기근은 인구의 3분의 1을 사망시켰다.
1618년부터 1621년까지 이탈리아 북부 경제는 파괴적인 흉작을 겪었으며, 수세기 동안 완전히 회복되지 못했다. 1640년대 후반에 심각한 기근이 있었고 1670년대에는 이탈리아 북부 전역에 걸쳐 덜 심각한 기근이 있었다.
1693년과 1710년 사이에 프랑스에서 발생한 두 번의 기근으로 200만 명 이상이 사망했다. 두 기근 모두 진행 중인 전쟁으로 인해 더욱 악화되었다.

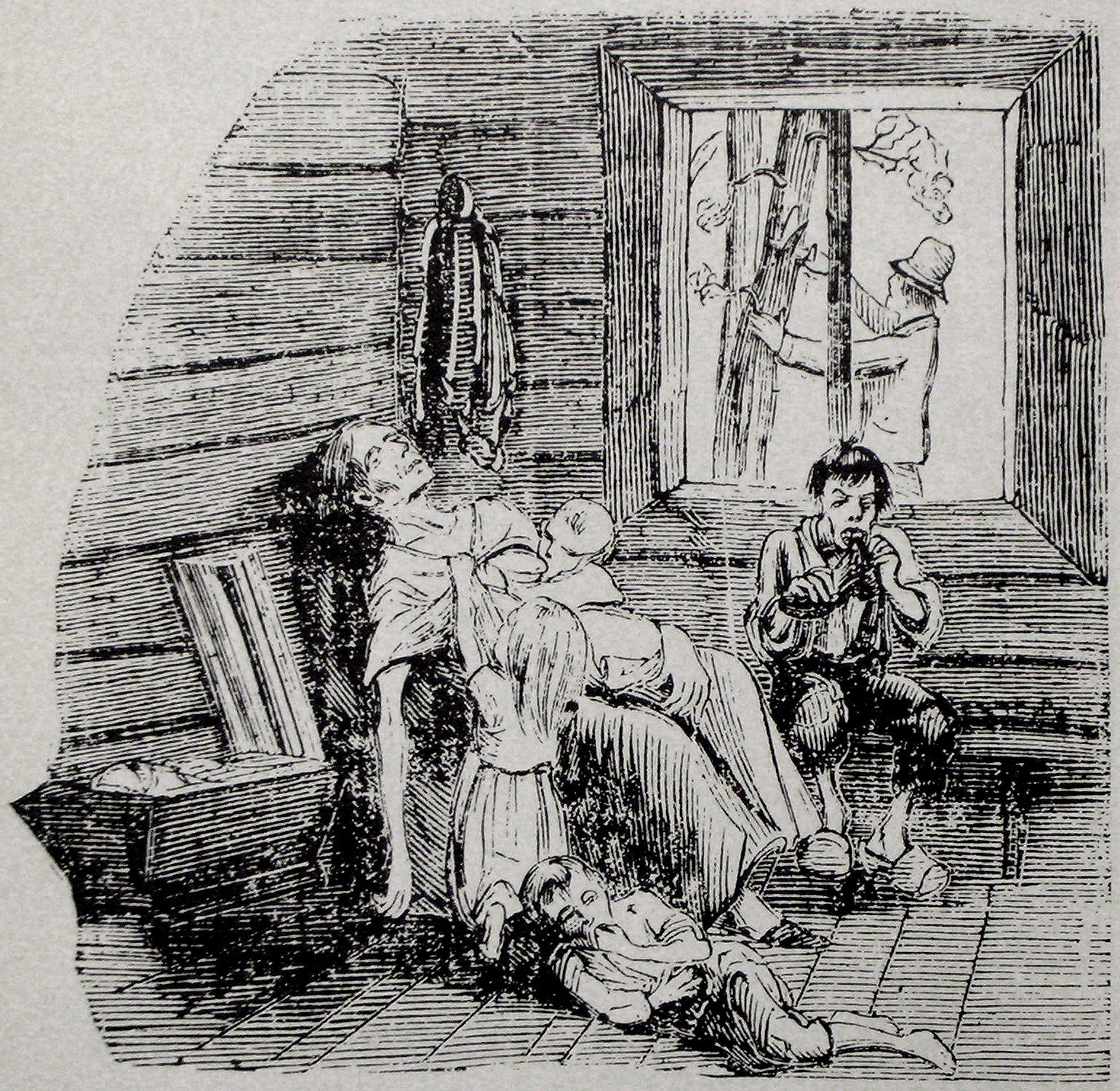
스웨덴 북부의 굶주림 삽화, 1867년-1869년 스웨덴 기근

1690년대 후반까지 스코틀랜드는 기근을 겪었고, 이로 인해 스코틀랜드 일부 지역의 인구는 최소 15% 감소했다.
1695년-1697년 핀란드 대기근으로 핀란드 인구의 3분의 1이 사망했을 수도 있다. 그리고 노르웨이 인구의 약 10%. 1740년에서 1800년 사이에 스칸디나비아에서 사망률이 증가했는데, 이는 일련의 흉작 때문이었다. 예를 들어, 1866년-1868년 핀란드 대기근으로 인구의 15%가 사망했다.

#### 18세기
1740년–1743년 기간은 혹독한 겨울과 여름 가뭄을 겪었으며, 이는 유럽 전역에 기근과 주요 사망률 급증을 초래했다. 1740년–41년 겨울은 이례적으로 추웠는데, 아마도 화산 활동 때문일 수 있다.
스콧과 던컨(2002)에 따르면, "동유럽은 서기 1500년과 1700년 사이에 150번 이상의 기록된 기근을 겪었으며, 서기 971년과 1974년 사이에 러시아에는 100년의 굶주림의 해와 121년의 기근의 해가 있었다."
1770년부터 1771년까지 지속된 대기근은 체코 땅 인구의 약 10분의 1, 즉 25만 명을 사망시켰고 농촌 지역을 급진화하여 농민 봉기로 이어졌다.
1451년부터 1767년까지 북이탈리아에서는 16번의 풍년과 111번의 기근의 해가 있었다. 스티븐 L. 다이슨과 로버트 J. 롤랜드에 따르면, "칼리아리 [사르디니아]의 예수회는 1500년대 후반의 몇 년을 '너무나 굶주리고 너무나 메말라서 대부분의 사람들이 야생 고사리와 다른 잡초로만 생명을 유지할 수 있었던' 시기로 기록했다... 1680년의 끔찍한 기근 동안, 전체 인구 25만 명 중 약 8만 명이 사망했으며, 마을 전체가 황폐화되었다고 한다."
브라이슨(1974)에 따르면, 1500년에서 1804년 사이에 아이슬란드에서 37번의 기근의 해가 있었다. 1783년 남중부 아이슬란드의 라키 화산이 분출했다. 용암은 직접적인 피해를 거의 주지 않았지만, 화산재와 이산화황이 나라의 대부분 지역으로 뿜어져 나와 섬 가축의 4분의 3이 폐사했다. 이어지는 기근으로 약 1만 명이 사망했는데, 이는 아이슬란드 인구의 5분의 1에 해당한다. [아시모프, 1984, 152–53]

#### 19세기

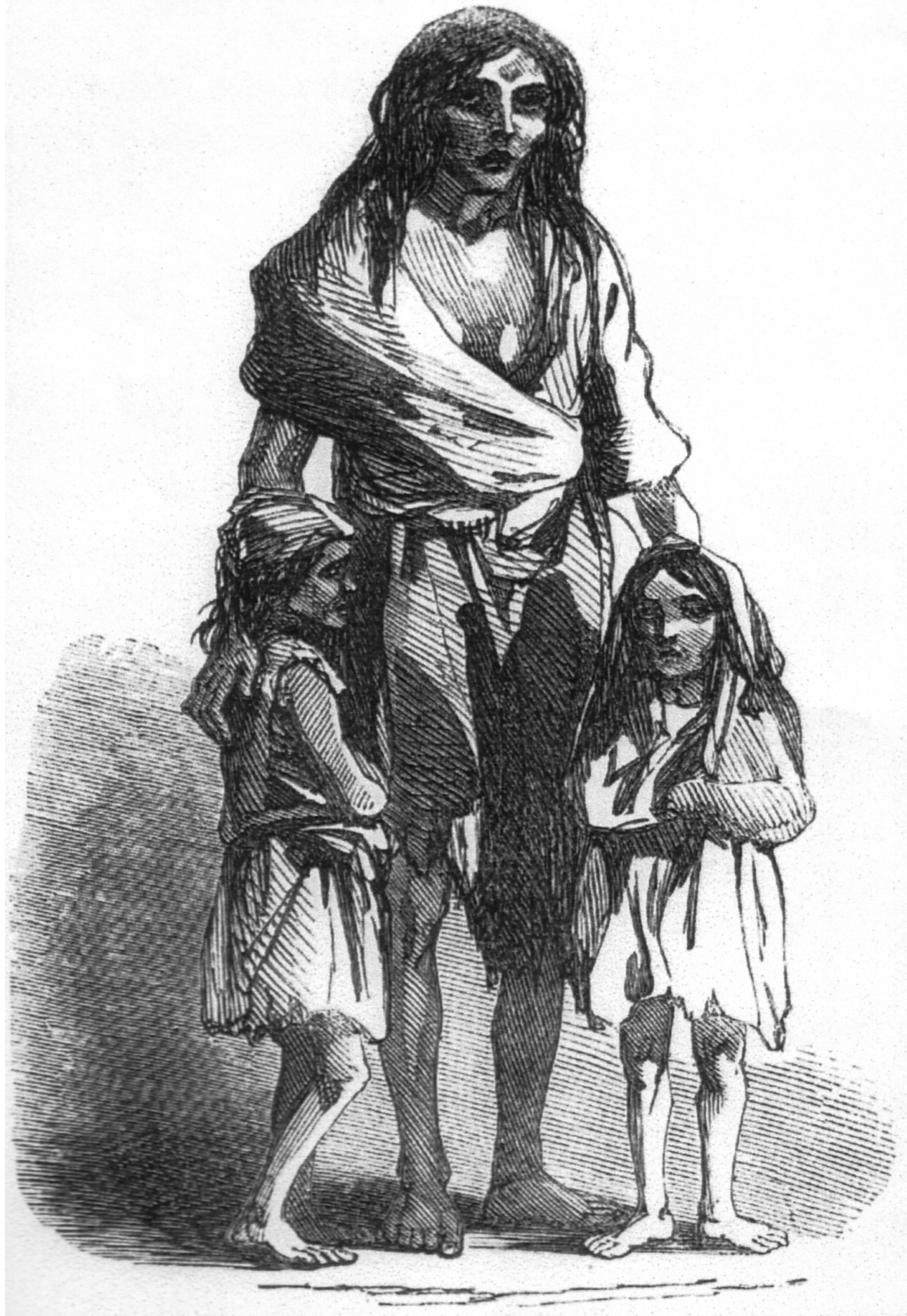
1845년–1849년 아일랜드의 아일랜드 대기근 희생자 묘사

유럽의 다른 지역은 훨씬 더 최근에 기근을 겪었다. 프랑스는 19세기까지도 기근을 겪었다. 1846년–1851년 아일랜드의 아일랜드 대기근은 몇 년 동안 감자 작물 실패로 인해 발생했으며, 100만 명의 사망자와 200만 명의 난민이 영국, 호주 및 미국으로 도피하는 결과를 낳았다.

#### 20세기
20세기 동안 동유럽에서는 여전히 기근이 발생했다. 러시아 제국의 가뭄과 기근은 10~13년마다 발생하는 것으로 알려져 있으며, 평균 가뭄은 5~7년마다 발생한다. 러시아는 1845년부터 1922년 사이에 11번의 주요 기근을 겪었으며, 그 중 최악은 1891년-1892년 기근이었다. 1921년–1922년 러시아 기근은 약 5백만 명을 사망시켰다.

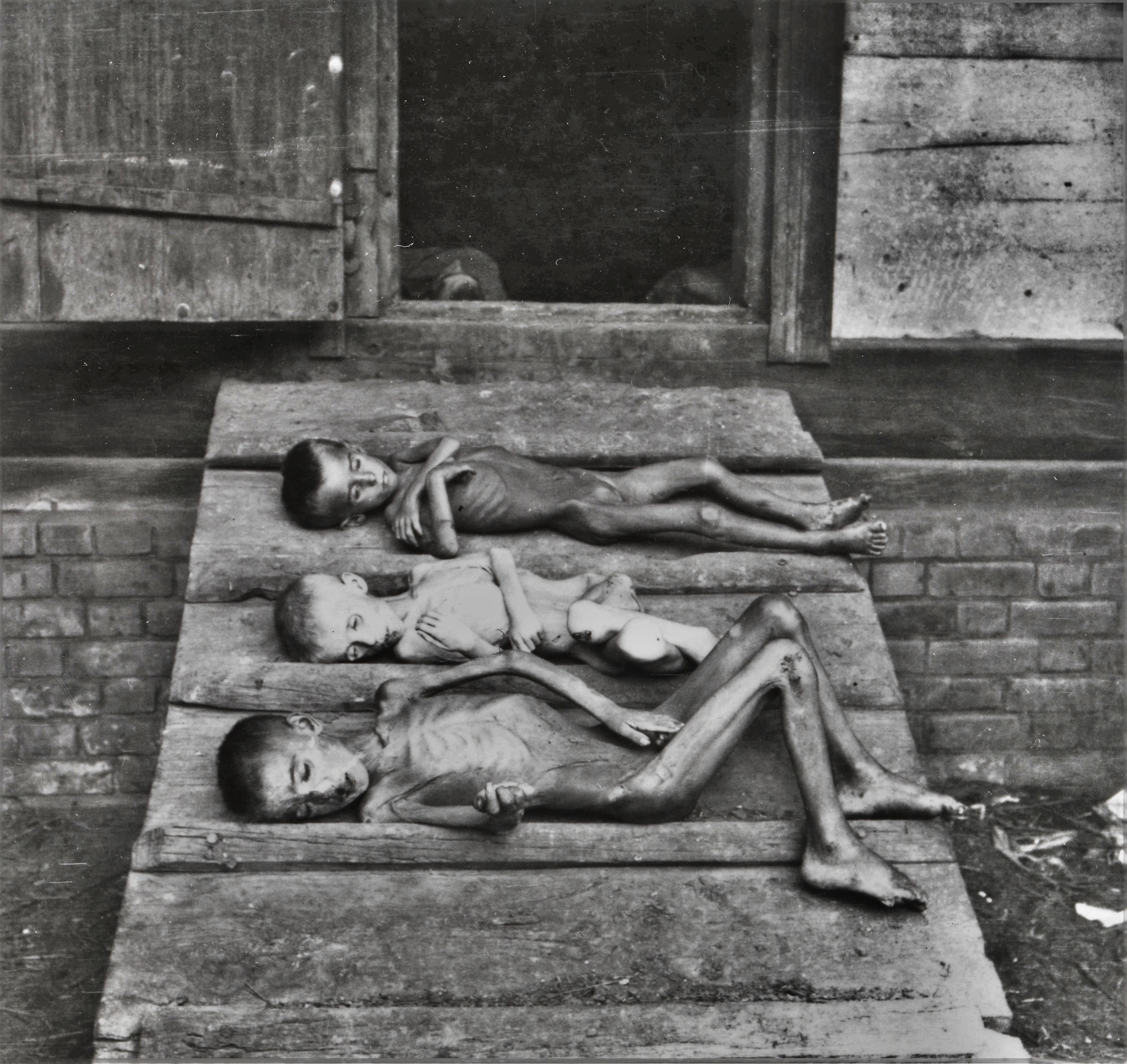
러시아 내전 당시 1921년–1922년 러시아 기근의 희생자들

기근은 계속되었고, 소련 시대에도 계속되었으며, 특히 1932년–1933년 겨울 동안 국가의 여러 지역, 특히 볼가 지역, 그리고 우크라이나와 북부 카자흐 SSR에서 발생한 홀로도모르가 가장 악명 높았다. 1932년–1933년 소련 기근은 오늘날 약 6백만 명의 목숨을 앗아간 것으로 추정된다. 소련의 마지막 주요 기근은 1947년에 발생했는데, 심각한 가뭄과 소련 정부의 곡물 비축량 관리 부실 때문이었다.
굶주림 계획, 즉 소련 인구의 상당 부분을 굶겨 죽이려는 나치의 계획은 많은 사망자를 냈다. 1995년 러시아 과학 아카데미는 독일군에 의해 소련 민간인(유대인 포함)이 사망한 수가 총 1,370만 명으로, 점령된 소련 인구 6,800만 명의 20%에 달한다고 보고했다. 여기에는 점령 지역에서의 기근 및 질병 사망자 410만 명이 포함된다. 독일군 점령 지역이 아닌 소련 지역에서는 추가로 약 300만 명의 기근 사망자가 있었다.
레닌그라드 포위전 (1941년–1944년) 872일 동안 유틸리티, 물, 에너지 및 식량 공급의 방해로 인해 레닌그라드 지역에서 전례 없는 기근이 발생했다. 이로 인해 약 100만 명이 사망했다.
제2차 세계 대전 중 서유럽에서도 기근이 발생했다. 네덜란드에서는 1944년의 헝거윈터로 약 3만 명이 사망했다. 유럽의 다른 일부 지역에서도 같은 시기에 기근을 겪었다.

### 라틴 아메리카

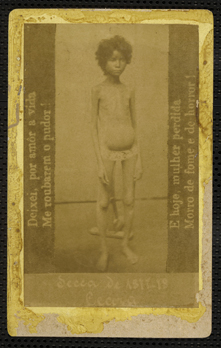
1877년–78년 브라질 그란데 세카 (대 가뭄) 당시 영양실조 아동.

콜럼버스 이전 시대의 아메리카 원주민들은 종종 심각한 식량 부족과 기근에 시달렸다. 서기 850년경의 지속적인 가뭄은 고전기 마야 문명의 붕괴와 일치했으며, 토끼의 해 기근(서기 1454년)은 멕시코에서 큰 재앙이었다.
브라질의 1877년–78년 그란데 세카 (대 가뭄)는 브라질 역사상 최악의 가뭄으로, 약 50만 명의 사망자를 냈다. 1915년의 가뭄도 파괴적이었다.

### 오세아니아
이스터섬은 15세기에서 18세기 사이에 대기근을 겪었다. 굶주림과 그에 따른 식인 행위는 인구 과잉과 대규모 석조 기념물 작업에 많은 나무가 필요했기 때문에 부분적으로 삼림 벌채로 인한 천연 자원 고갈로 인해 발생했다.
폴리네시아의 여러 섬에서도 기근이 기록된 다른 사례들이 있는데, 예를 들어 1868년 하와이 카우에서 발생한 기근이 그러하다.
다니엘 로드 스메일에 따르면, "기근 식인 행위는 최근까지 뉴기니 근처의 마심 섬과 동남아시아 및 태평양의 다른 일부 사회에서 일상적인 특징이었다."
러시아 탐험가 오토 폰 코체부가 1817년 미크로네시아의 마셜 제도를 방문했을 때, 마셜 제도 가정이 잦은 기근으로 인한 인구 계획의 한 형태로 세 번째 아이를 낳은 후 영아 살해를 행하고 있음을 기록했다.

## 미래 기근의 위험
예일 기후 통신은 2022년 현재 전 세계 농경지의 약 34%가 황폐화되었다고 보고한다. WHO의 2024년 연구에 따르면, 아프리카에서 토양 황폐화의 현재 추세가 계속된다면, 2030년까지 아프리카 대륙은 인구의 20%만을 먹여 살릴 수 있을지도 모른다. 2007년 말 현재, 바이오 연료 사용을 위한 농업 증가와 세계 유가가 배럴당 거의 100달러에 육박하면서 가금류와 젖소 및 기타 소를 먹이는 데 사용되는 곡물 가격이 올라, 밀(58% 상승), 콩(32% 상승), 옥수수(11% 상승) 가격이 연간 상승했다. 2007년에는 전 세계 여러 나라에서 식량 폭동이 일어났다. 밀에 치명적인 줄기 녹병, 즉 Ug99 인종으로 인한 질병이 2007년에 아프리카 전역으로 퍼져 아시아까지 확산되었다.
20세기부터 질소 비료, 새로운 농약, 사막 농업 및 기타 농업 기술이 기근에 맞서 식량 생산을 늘리는 데 사용되기 시작했다. 1950년에서 1984년 사이에 녹색 혁명이 농업에 영향을 미치면서 세계 곡물 생산량은 250% 증가했다. 선진국들은 이러한 기술을 기근 문제를 겪는 개발도상국들과 공유해 왔다. 그러나 1995년 일찍이 이러한 새로운 개발이 경작 가능한 토지의 감소에 기여할 수 있다는 징후가 있었다 (예: 토양 오염을 유발하는 농약 잔류, 관개로 인한 염분 축적, 침식).

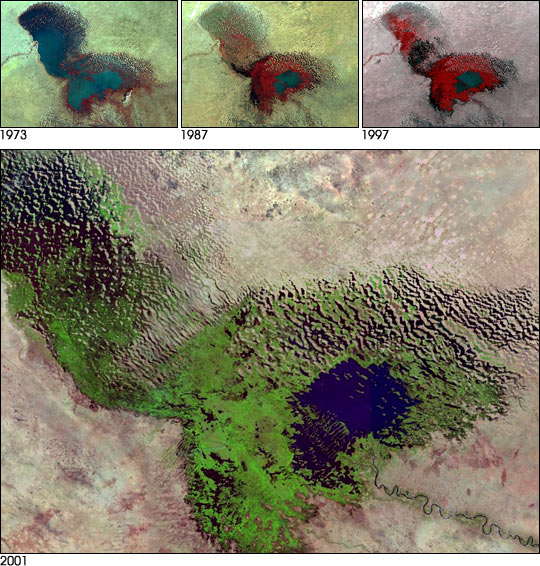
2001년 위성 사진 속 차드호 (파란색은 실제 호수). 이 호수는 1960년대 이후 95% 줄어들었다.

1994년 코넬 대학교 생태학 및 농업 교수인 데이비드 피멘텔과 국립식품영양연구소(INRAN)의 선임 연구원인 마리오 지암피에트로가 지속 가능한 경제를 위한 미국 인구의 최대치를 2억 명으로 추정했다.
지질학자 데일 앨런 파이퍼에 따르면, 다가오는 수십 년 동안 식량 가격이 치솟고 전 세계적으로 대규모 굶주림이 발생할 수 있다고 한다. 이미 수많은 소규모 국가에서 대규모 곡물 수입을 촉발하고 있는 물 부족은 곧 중국이나 인도와 같은 대규모 국가에서도 비슷한 상황을 초래할 수 있다. 많은 국가(북중국, 미국, 인도 포함)에서는 광범위한 과소비로 인해 지하수 수위가 하락하고 있다. 파키스탄, 이란, 멕시코 등 다른 국가들도 영향을 받고 있다. 이는 결국 물 부족과 곡물 수확량 감소로 이어질 것이다. 대수층을 과도하게 착취하면서도 중국은 곡물 적자를 기록하여 곡물 가격 상승 압력에 기여하고 있다. 세기 중반까지 전 세계적으로 추가될 것으로 예상되는 30억 인구의 대부분은 이미 물 부족을 겪고 있는 국가에서 태어날 것이다.
중국과 인도 다음으로, 물 부족이 심각한 소규모 국가들이 있다. 알제리, 이집트, 이란, 멕시코, 파키스탄이다. 이들 중 4개국은 이미 곡물 대부분을 수입하고 있다. 파키스탄만이 겨우 자급자족하고 있다. 그러나 연간 400만 명씩 인구가 증가하고 있어, 곧 세계 시장에서 곡물을 찾아야 할 것이다. 유엔 기후 보고서에 따르면, 아시아 주요 강인 갠지스강, 인더스강, 브라마푸트라강, 장강, 메콩강, 살윈강 및 황하의 주요 건기 수자원인 히말라야 빙하가 기온 상승과 인간 수요 증가로 인해 2350년까지 사라질 수 있다. 약 24억 명의 사람들이 히말라야 강 유역에 살고 있다. 인도, 중국, 파키스탄, 아프가니스탄, 방글라데시, 네팔, 미얀마는 향후 수십 년 안에 홍수와 심각한 가뭄을 겪을 수 있다. 인도에서만 갠지스강은 5억 명 이상의 사람들에게 식수와 농업 용수를 공급한다.
궬프 대학교의 지리학자 에반 프레이저는 기후 변화가 미래 기근에 어떤 영향을 미칠지 탐구한다. 이를 위해 그는 비교적 작은 환경 문제가 기근을 촉발했던 다양한 역사적 사례들을 참고하여 미래의 기후와 기근 사이의 이론적 연관성을 구축한다. 아일랜드 대기근, 19세기 후반 아시아에서 기상으로 인한 일련의 기근, 1980년대 에티오피아 기근 등 다양한 상황을 바탕으로 그는 기후 변화로부터 공동체의 식량 안전 보장을 보호하는 세 가지 "방어선"이 있다고 결론짓는다. 첫 번째 방어선은 식량이 생산되는 농업생태계이다. 유기물이 풍부하고 잘 관리된 토양을 가진 다양한 생태계는 회복력이 더 강한 경향이 있다. 두 번째 방어선은 개별 가구의 부와 기술이다. 가뭄과 같은 악천후의 영향을 받는 가구가 저축이나 기술을 가지고 있다면 악천후에도 불구하고 잘 지낼 수 있을 것이다. 마지막 방어선은 사회에 존재하는 공식적인 기관들에 의해 만들어진다. 정부, 교회 또는 비정부 기구는 효과적인 구호 활동을 펼칠 의지와 능력이 있어야 한다. 이를 종합해 볼 때, 에반 프레이저는 생태계가 회복력이 충분하면 날씨 관련 충격을 견딜 수 있을 것이라고 주장한다. 그러나 이러한 충격이 생태계의 방어선을 압도하면, 가구는 기술과 저축을 사용하여 적응해야 한다. 문제가 가족이나 가구에 너무 크다면, 사람들은 세 번째 방어선, 즉 사회에 존재하는 공식적인 기관들이 도움을 제공할 수 있는지 여부에 의존해야 한다. 따라서 기후 변화가 미래에 기근을 일으킬 수 있는 방법을 이해하려면 지역 사회경제적 및 환경적 요인에 대한 평가와 함께 미래에 악천후가 발생할 수 있는 곳을 예측하는 기후 모델을 결합해야 한다.
코로나19 범유행은 봉쇄와 여행 제한과 더불어 구호품의 이동을 막고 식량 생산에 큰 영향을 미쳤다. 그 결과, 여러 기근이 예측되고 있으며, 유엔은 이를 "성경적 규모의" 위기 또는 "굶주림 팬데믹"이라고 불렀다. 이 팬데믹은 2019년-2020년 메뚜기 떼 창궐 및 여러 진행 중인 무력 충돌과 함께 3년 대기근 이후 최악의 기근 시리즈를 형성할 것으로 예측되며, 전 세계 인구의 10%에서 20%에 어떤 식으로든 영향을 미칠 것으로 예상된다.
2021년 8월 탈레반이 아프가니스탄을 장악한 후 서방 국가들은 아프가니스탄에 대한 인도주의적 지원을 중단했다. 미국은 약 90억 달러의 아프가니스탄 중앙은행 자산을 동결하여, 탈레반이 미국 은행 계좌에 보관된 수십억 달러에 접근하는 것을 차단했다. 2021년 10월, 아프가니스탄 인구 3900만 명 중 절반 이상이 심각한 식량 부족에 직면했다. 2021년 11월 11일, 휴먼 라이츠 워치는 경제 붕괴와 은행 시스템 마비로 인해 아프가니스탄이 광범위한 기근에 직면해 있다고 보고했으며, 유엔, 세계은행, 미국 및 기타 국가들에게 기근 예방을 돕기 위해 제재를 수정할 것을 촉구했다.

## 원인

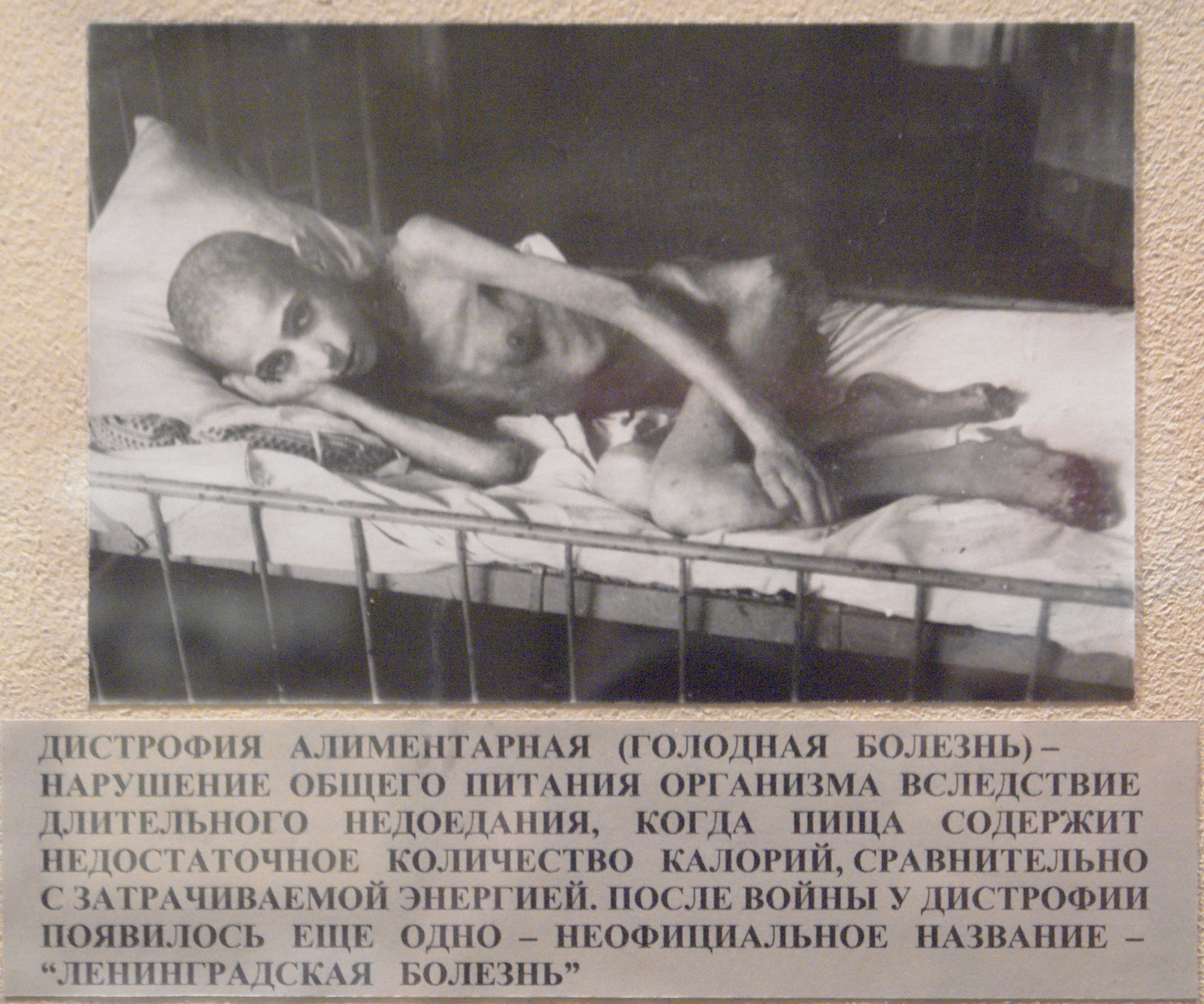
포위된 레닌그라드의 굶주림 희생자가 1941년 영양실조로 고통받고 있다.

기근의 정의는 세 가지 다른 범주에 기반한다. 이들은 식량 공급 기반, 식량 소비 기반, 사망률 기반 정의이다. 기근의 몇 가지 정의는 다음과 같다.
- 블릭스 – 광범위한 식량 부족으로 지역 사망률이 크게 증가한다.[187]
- 브라운과 에크홈 – 식량 공급의 갑작스럽고 급격한 감소로 광범위한 굶주림이 발생한다.[188]
- 스크림쇼 – 많은 사람들의 식량 소비 수준이 갑자기 붕괴된다.[189]
- 라발리옹 – 일부 인구 집단에서 식량 섭취에 대한 비정상적으로 심각한 위협과 함께 비정상적으로 높은 사망률이 발생한다.[190]
- 큐니 – 한 지역의 많은 사람들이 충분한 식량을 얻지 못하여 광범위한 급성 영양실조를 초래하는 일련의 조건.[191]

인구의 식량 부족은 식량 부족 또는 식량 분배의 어려움으로 인해 발생하며, 자연적인 기후 변동 및 억압적인 정부 또는 전쟁과 관련된 극단적인 정치적 조건에 의해 악화될 수 있다. 1981년까지 기근의 원인에 대한 통설적인 설명은 식량 가용성 감소(FAD) 가설이었다. 이 가설은 모든 기근의 중심 원인이 식량 가용성의 감소라는 가정이었다. 그러나 FAD는 왜 농업 노동자와 같은 특정 인구 집단만이 기근의 영향을 받고 다른 사람들은 기근으로부터 격리되는지를 설명할 수 없었다. 최근 일부 기근 연구에 따르면, FAD의 결정적인 역할은 의문시되었으며, 굶주림을 촉발하는 원인 메커니즘에는 식량 가용성 감소 외에도 많은 변수가 포함되어 있다고 제안되었다. 이러한 관점에 따르면, 기근은 권리의 결과이며, 제안된 이론은 "교환 권리 실패" 또는 FEE라고 불린다. 사람은 시장 경제에서 필요한 다른 상품과 교환할 수 있는 다양한 상품을 소유할 수 있다. 교환은 거래 또는 생산 또는 이 둘의 조합을 통해 이루어질 수 있다. 이러한 권리는 무역 기반 또는 생산 기반 권리라고 불린다. 이 제안된 관점에 따르면, 기근은 사람이 자신의 권리를 교환할 수 있는 능력의 붕괴로 인해 촉발된다. FEE로 인한 기근의 예는 농업 노동자가 자신의 고용이 불규칙하거나 사라졌을 때 자신의 주요 권리, 즉 쌀을 얻기 위한 노동을 교환할 수 없는 경우이다.
사회적 책임 의사 협회(PSR)에 따르면, 지구 기후 변화는 지구의 식량 생산 능력을 추가적으로 위협하여 기근으로 이어질 수 있다.
일부 요소는 특정 지역을 기근에 더 취약하게 만든다. 여기에는 빈곤, 인구 증가, 부적절한 사회 기반 시설, 억압적인 정치 체제, 약하거나 준비되지 않은 정부가 포함된다.
옥스팜 국제는 기근 조기 경보 시스템 네트워크(FEWS NET) 보고서에 대해 논평하며 "기근은 자연 현상이 아니라 재앙적인 정치적 실패이다"라고 말했다.

### 기후와 인구 압력

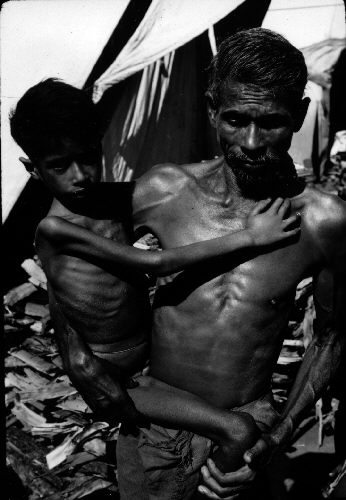
1972년 인도에서 극심한 굶주림에 시달리는 아이

토머스 맬서스의 인구론은 맬서스 재앙 이론을 대중화시켰는데, 이는 많은 기근이 식량 생산과 국가의 대규모 인구 간의 불균형으로 인해 발생한다는 것이다. 그 국가의 지역 환경용량을 초과하는 인구 과잉으로 인한 것이다. 그러나 알렉스 드 발 인류학자, 세계 평화 재단 상임 이사는 맬서스 이론을 반박하며, 대신 최근(지난 150년간) 기근의 주요 원인으로 정치적 요인을 지목한다. 역사적으로 기근은 가뭄, 흉작, 역병과 같은 농업 문제로 인해 발생했다. 기후 패턴 변화, 위기 대처에 대한 중세 정부의 무능, 전쟁, 전염병(흑사병 등)은 중세 유럽에서 수백 건의 기근을 일으켰으며, 여기에는 영국에서 95건, 프랑스에서 75건이 포함된다. 프랑스에서는 백년 전쟁, 흉작 및 전염병으로 인구가 3분의 2 감소했다. 경제학자 아마르티아 센 또한 역사적으로 지속적인 기근은 인구 과잉보다는 정치적 불안정과 억압적인 정치 체제에 의해 발생했다고 주장했다.
흉작이나 가뭄과 같은 조건 변화는 많은 수의 사람들이 일시적으로 토지의 환경용량이 급격히 떨어진 곳에 계속 거주하게 되는 상황을 만들 수 있다. 기근은 종종 생계형 농업과 관련이 있다. 경제적으로 강한 지역에서 농업이 완전히 없다고 해서 기근이 발생하는 것은 아니다. 애리조나와 다른 부유한 지역은 대부분의 식량을 수입하는데, 이는 그러한 지역들이 무역을 위한 충분한 경제적 상품을 생산하기 때문이다.
기근은 화산 활동으로 인해 발생하기도 했다. 1815년 인도네시아 탐보라산 화산 폭발은 전 세계적으로 흉작과 기근을 초래하여 19세기 최악의 기근을 야기했다. 과학계의 현재 공통된 견해는 상층 대기로 방출된 에어로졸과 먼지가 태양 에너지가 지표면에 도달하는 것을 막아 기온을 낮춘다는 것이다. 동일한 메커니즘이 대규모 유성 충돌로 인해 대량 멸종을 일으킬 정도로 발생할 수 있다고 이론화되어 있다.

### 국가가 후원하는 기근
특정 경우, 예를 들어 중국의 대약진 운동 (절대적인 수치로 가장 큰 기근을 야기함), 프랑코 정권 시기의 기근의 해, 1990년대의 북한 기근, 2000년대 초의 짐바브웨와 같이 기근은 정부 정책으로 인해 발생할 수 있다.

정부의 강제 집단화는 1932년–1933년 소련 기근의 주요 원인 중 하나였다.

사이먼 파야슬리안에 따르면, 학계의 잠정적인 합의는 소련 기근(특히 250만에서 400만 명이 사망한 우크라이나에서)을 집단학살로 분류하고 있지만, 일부 학자들은 현대 정치에서 중요한 문제로 남아 있으며 소련 정책이 집단학살의 법적 정의에 해당하는지 여부는 논쟁 중이라고 말한다. J. 아치 게티, 스티븐 G. 휘트크로프트, R. W. 데이비스, 마크 타우거 등 여러 학자들이 기근이 소련 정부의 집단학살 행위였다는 주장에 이의를 제기했다. 게티는 "새로운 기록 보관소에서 일하는 학자들의 압도적인 의견은... 1930년대의 끔찍한 기근이 스탈린주의의 서투른 처리와 경직성의 결과이지 어떤 집단학살 계획의 결과가 아니었다는 것이다."라고 말한다. 휘트크로프트는 기근 기간 동안 소련 정부의 정책이 사기 및 과실 치사의 범죄 행위였지만, 노골적인 살인이나 집단학살은 아니었다고 말한다. 소련 정부의 이 위기에 대한 반응에 대해 휘트크로프트는 다음과 같이 언급한다: "1930년의 풍작은 1931년과 1932년에 상당량의 곡물을 수출하기로 한 결정으로 이어졌다. 소련 지도자들은 가축 사육의 전면적인 사회화가 육류 및 유제품 생산의 급속한 성장으로 이어질 것이라고 가정했다. 이러한 정책은 실패했고, 소련 지도자들은 실패의 원인을 자신들의 비현실성 때문이 아니라 적들의 음모 때문이라고 돌렸다. 농민 저항은 쿨라크에게 책임이 있다고 비난되었고, 대규모 무력 사용이 설득 시도를 거의 완전히 대체했다." 휘트크로프트는 소련 당국이 수확량이 적음에도 불구하고 곡물 조달을 줄이기를 거부했으며, "[휘트크로프트와 그의 동료의] 연구는 1932년/33년의 곡물 캠페인이 전례 없이 가혹하고 억압적이었음을 확인시켜주었다 – 만약 확인이 필요했다면 말이다."라고 말한다.
이오시프 스탈린의 전기 작가 스티븐 코트킨은 비슷한 견해를 지지하며, "기근에 대한 스탈린의 책임은 의문의 여지가 없으며" "불충분하고 역효과적인 소련의 조치가 아니었다면 많은 죽음을 막을 수 있었을 것"이라고 말하면서도, 스탈린이 우크라이나인을 고의로 죽이려 했다는 증거는 없다고 주장한다. 마크 타우거는 기근을 자연적 요인의 결과로 간주하며 "1932년–1933년의 가혹한 조달은 도시 지역에서 기근을 단순히 다른 곳으로 이동시켰을 뿐"이지만 낮은 수확량은 "기근을 피할 수 없게 만들었다"고 주장한다. 그는 결국 기근을 "1932년 곡물 조달의 결과이자 집단학살의 의식적인 행위"로 받아들이기 어렵다고 결론지으면서도, 휘트크로프트와 마찬가지로 "정권은 1930년대 초 소련 인구의 박탈과 고통에 여전히 책임이 있으며", "오히려 이러한 데이터는 [집단화와 강제 산업화]의 영향이 예상보다 더 심각했다는 것을 보여준다"는 데 동의한다.
1958년 중국에서 마오쩌둥의 공산 정부는 국가의 급속한 산업화를 목표로 하는 대약진 운동을 시작했다. 정부는 강제로 농업을 통제했다. 농민들에게는 겨우 먹을 만큼의 곡물만 남았고, 많은 농촌 지역에서 굶주림이 발생했다. 기근에도 불구하고 곡물 수출은 계속되었고 정부는 이를 숨기려고 했다. 기근은 의도치 않은 결과로 돌려지지만, 정부가 문제를 인정하지 않아 사망자가 더 늘어난 것으로 여겨진다. 많은 경우 농민들은 박해를 받았다. 이 기근으로 2천만에서 4천5백만 명이 사망하여 역사상 가장 치명적인 기근 중 하나가 되었다.
시머스 밀른과 존 위너와 같은 역사학자 및 언론인들은 기근의 책임을 공산주의에만 강조하는 것을 비판했다. 2002년 가디언 기사에서 밀른은 "식민주의의 기록에 대한 도덕적 맹목"을 언급하며 다음과 같이 썼다: "만약 레닌과 스탈린이 1920년대와 1930년대 기근으로 굶어 죽은 사람들에게 책임이 있다고 여겨진다면, 처칠은 분명히 피할 수 있었던 1943년 벵골 기근으로 인한 400만 명의 사망에 책임이 있다." 위너는 홀로도모르와 1943년 벵골 기근을 비교하면서 비슷한 주장을 하며, 윈스턴 처칠이 벵골 기근에서 맡은 역할이 "스탈린이 우크라이나 기근에서 맡은 역할과 유사해 보인다"고 말한다. 빅토리아 시대 후기의 홀로코스트의 저자이자 역사학자 마이크 데이비스는 3년 대기근과 19세기 후반 인도 기근을 비교하며, 두 경우 모두 기근에 대한 대응을 감독한 정부가 의도적으로 상황을 완화하지 않기로 선택했으며, 따라서 해당 기근에서 발생한 사망자 수에 대한 책임이 있다고 주장한다. 제이슨 히켈과 딜런 설리번은 영국 식민주의가 정점에 달했을 때 인도에서 발생한 과잉 사망자 수가 약 1억 명에 달한다고 주장한다.
세계은행의 엄격한 규제에도 불구하고 말라위는 농민들을 보조하여 기근을 종식시켰다. 1973년 에티오피아의 울로 기근 동안, 식량은 더 높은 가격을 받을 수 있는 수도 아디스아바바로 울로에서 반출되었다. 1970년대 후반과 1980년대 초반, 에티오피아와 수단의 독재 정권 주민들은 대규모 기근을 겪었지만, 보츠와나의 민주주의는 심각한 국가 식량 생산 감소에도 불구하고 이를 피했다. 소말리아에서는 파탄국가 때문에 기근이 발생했다.
예멘 기근은 사우디아라비아 주도 예멘 개입과 사우디아라비아 및 미국을 포함한 동맹국들이 부과한 예멘 봉쇄의 직접적인 결과이다. 유엔에 따르면 2017년 말까지 매일 130명의 5세 미만 아동이 굶주림과 굶주림 관련 질병으로 사망했으며, 연간 5만 명이 사망했다. 2018년 10월 현재 인구의 절반이 기근 위험에 처해 있다.

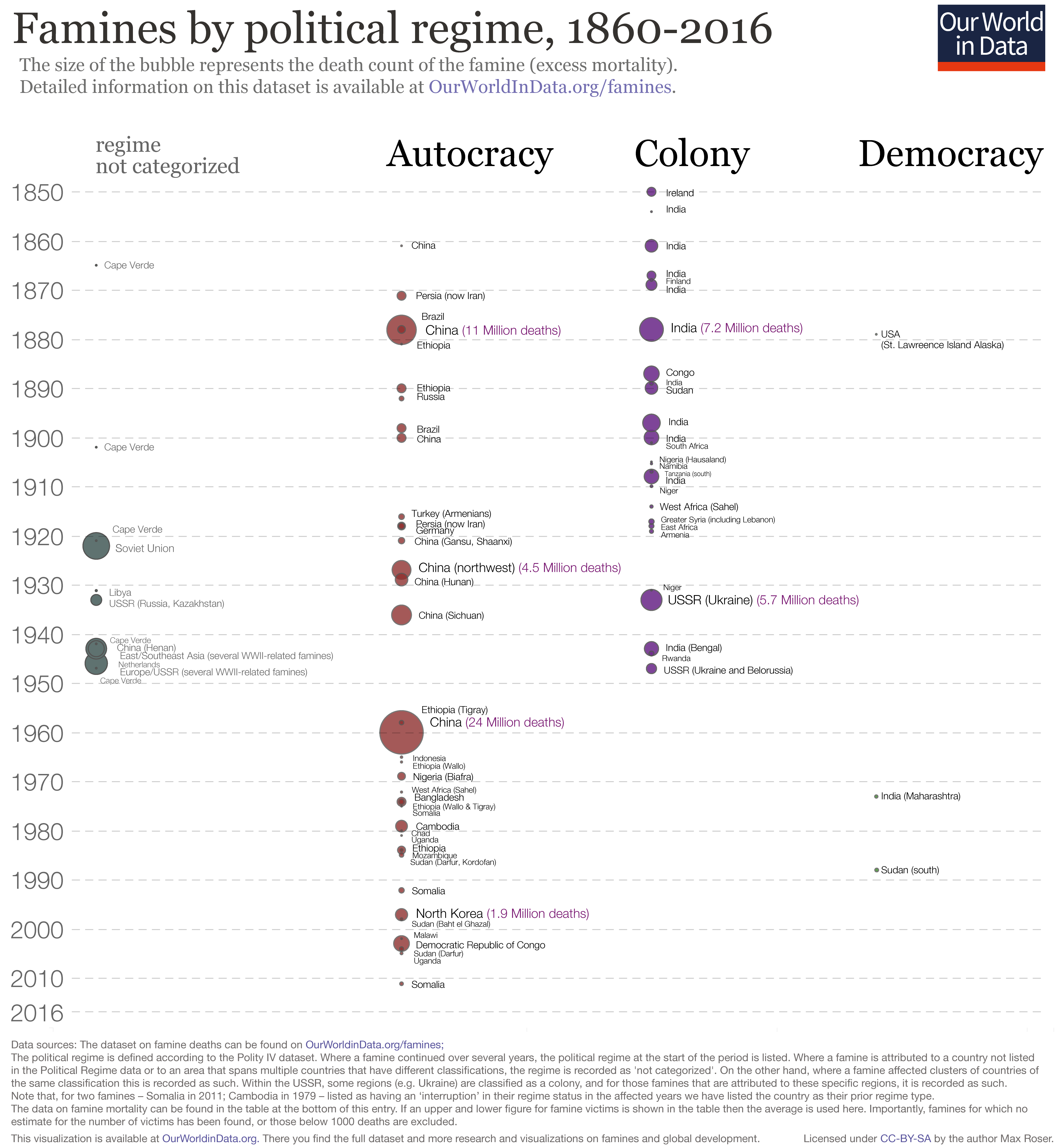
1850년 이후 정치 체제별 기근

이스라엘의 가자 봉쇄와 이스라엘과 하마스 간의 전쟁으로 인해 2024년 가자 지구에 기근이 발생했다. 2024년 1월 16일, 유엔 전문가들은 이스라엘이 "가자 지구의 식량 시스템을 파괴하고 팔레스타인 사람들에게 식량을 무기로 사용하고 있다"고 비난했다.
아마르티아 센 (1999)에 따르면, "기능하는 다당 민주주의에서는 기근이 발생한 적이 없다". 하셀과 로저는 몇 가지 사소한 예외는 있었지만, 기근은 민주주의 체제에서는 거의 발생하지 않으며 전제 정치 및 식민주의 체제와 강한 상관관계가 있음을 보여주었다.

### 경제 제재
경제 제재는 목표 국가가 정치적 요구에 굴복하도록 압력을 가하기 위한 국가 또는 유엔의 승인을 받은 조치이다. 이러한 조치는 종종 목표 국가의 경제를 "붕괴"시키거나 고통을 가하기 위해 수입 및 수출을 제한하는 것을 포함하기 때문이다. 이는 목표 국가의 경제 발전을 제한하고 해당 인구가 식량에 접근하기 어렵게 만들 수 있다. 경제 제재는 1990년대 북한 기근에 기여했다는 비난을 받았다. 1990년대 이라크 제재가 사망률에 미친 영향은 논란의 여지가 있다. 2021년 8월 탈레반이 아프가니스탄을 장악한 후, 휴먼 라이츠 워치는 아프가니스탄이 기근 위험에 처해 있다고 경고하며 유엔, 세계은행, 미국 및 기타 국가들에게 기근을 막기 위해 제재를 수정할 것을 촉구했다.

## 기근 예방

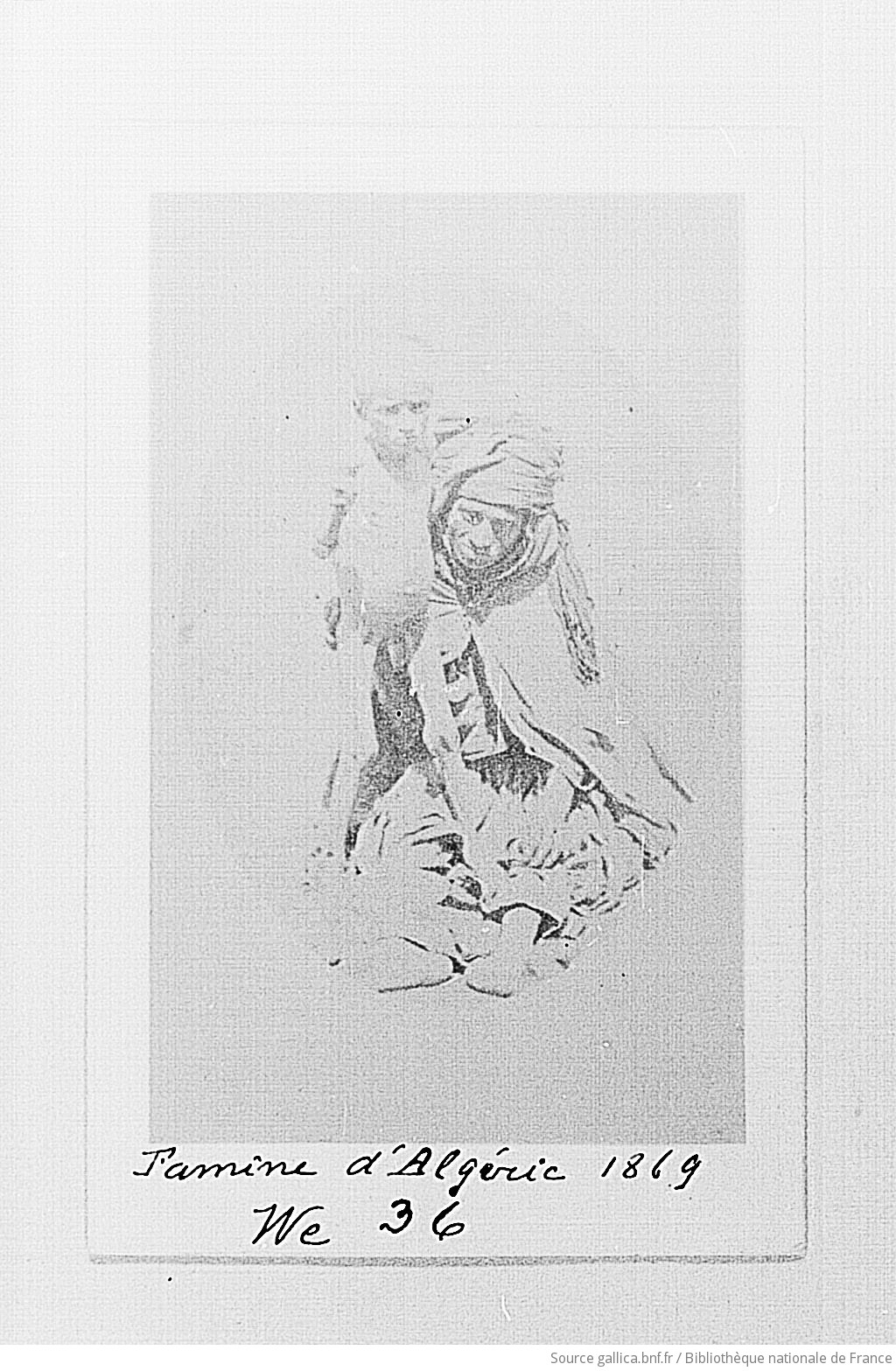
1869년 알제리 기근 당시 굶주린 아이

예방 접종, 공중 보건 인프라 개선, 일반 식량 배급, 취약 아동을 위한 보충 식량 프로그램과 같은 구호 기술은 기근 관련 사망자 수를 줄이는 데 도움이 되었다. 그러나 이러한 개입은 종종 근본적인 문제인 지역 인구 규모와 지역 식량 생산 능력 간의 불균형을 해결하지 못한다. 또한, 집단학살, 내전, 농업 테러, 난민 이동, 국가 붕괴로 인한 인도주의적 위기는 해당 인구에 기근 상황을 초래할 수 있다.
굶주림과 기근을 근절하겠다는 국제적인 약속에도 불구하고, 이들은 아프리카, 동유럽, 남아시아, 동남아시아, 중동과 같은 지역에서 지속적인 위협으로 남아 있다. 2005년 7월, 기근 조기 경보 시스템 네트워크(FEWS NET)는 니제르, 차드, 에티오피아, 남수단, 소말리아, 짐바브웨에 대한 기근 경보를 발령했다. 2006년 1월, 유엔 식량 농업 기구(FAO)는 심각한 가뭄과 무력 충돌의 복합적인 원인으로 소말리아, 케냐, 지부티, 에티오피아에서 약 1,100만 명이 굶주림 위험에 처해 있다고 경고했다. 당시 수단 다르푸르의 위기 또한 세계 최악의 인도주의적 재앙 중 하나로 묘사되었다.
프랜시스 무어 라페는 1971년 저서 『작은 행성을 위한 식단』에서 채식 위주의 식단이 육식 위주의 식단에 비해 더 적은 자원으로 더 많은 인구를 부양할 수 있다고 주장했다.
경제학자 아마르티아 센은 민주주의 국가에서는 언론의 자유, 선거, 그리고 정부가 신속하게 대응하도록 압력을 가하는 대중적 책임감의 존재 때문에 기근을 겪지 않는다고 유명하게 주장했다. 인도 독립 이후의 그의 분석은 이 이론을 지지한다. 센의 연구를 확장하여, 알렉스 드 발은 "정치적 계약"이라는 아이디어를 도입했는데, 이는 정부가 기근을 예방하기 위해 시민들에게 직접적인 책임을 지도록 하는 것이다. 그는 국제 구호 단체들이 종종 필요하지만, 의도치 않게 국가 정부의 책임을 전가시킴으로써 이 정치적 계약을 훼손할 수 있다고 경고했다.
인구통계학적 영향
기근은 심각한 인구통계학적 결과를 초래한다. 사망률은 어린이와 노인층에서 가장 높다. 역사적 기근에서 일관되게 관찰되는 패턴은 남성이 일반적으로 기대 수명이 더 높은 사회에서도 남성 사망률이 더 높다는 것이다. 이는 여성의 영양실조에 대한 저항력이 더 크고 체지방률이 더 높다는 등의 생물학적 차이 때문일 수 있다.
기근은 또한 출산율을 감소시키는 경향이 있지만, 이는 식량 안보가 개선되면 종종 기근 후 "베이비붐"으로 이어진다. 토머스 맬서스는 기근이 식량 공급에 맞춰 인구를 줄일 것이라고 이론화했지만, 실제 데이터는 인구가 종종 빠르게 회복된다는 것을 보여준다. 중국(1958–61), 벵골(1943), 에티오피아(1983–85)의 주요 기근 이후에는 빠른 인구 증가가 이어졌다.
그러나 이민은 더 오래 지속되는 영향을 미칠 수 있다. 가장 중요한 예는 1840년대 아일랜드 대기근으로, 대규모 이주와 장기적인 인구 감소를 초래했다.

### 전반적인 식량 생산

전 세계적으로 1인당 식량 생산량은 세계 인구 증가에도 불구하고 계속 증가하고 있다. 현지 흉작이 기근을 일으키는 경우는 식량을 다른 곳에서 사올 돈이 없을 때뿐이다. 전쟁이나 정치적 억압 또한 충분한 전 세계 공급의 분배를 방해할 수 있다.

### 식량 안전 보장
식량 안보를 개선하기 위한 장기적인 조치에는 비료 및 관개와 같은 현대 농업 기술에 대한 투자가 포함되지만, 전략적 국가 식량 비축도 포함될 수 있다.
세계은행과 일부 부유한 국가들은 원조를 의존하는 국가들에게 비료와 같은 보조금 지원 농업 투입재를 삭감하거나 없애도록 압력을 가하는데, 이는 민영화라는 명분 하에 이루어지지만 미국과 유럽은 자체적으로 농민들에게 광범위하게 보조금을 지원한다.

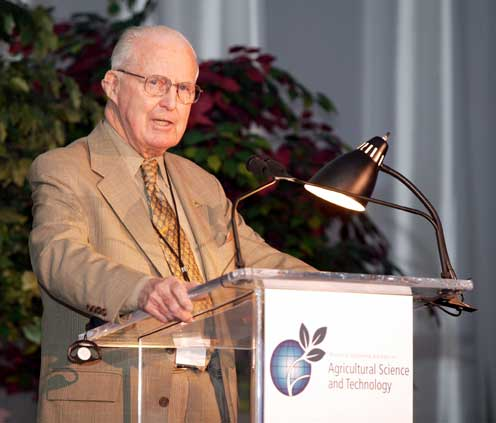
녹색 혁명의 아버지인 노먼 볼로그는 전 세계적으로 10억 명 이상의 사람들을 굶주림으로부터 구한 공로로 인정받는다.

서방 세계에서 발견된 현대 농업 기술, 예를 들어 질소 비료와 농약을 인도 아대륙에 도입하려는 노력, 즉 녹색 혁명은 서방 국가들에서 이전에 보였던 것과 유사한 영양실조 감소를 가져왔다. 이는 기존의 기반 시설과 아프리카에서는 부족한 씨앗 회사와 같은 기관, 예를 들어 씨앗을 구할 수 있게 해주는 도로 시스템이나 공공 씨앗 회사와 같은 것들이 존재했기 때문에 가능했다. 식량 불안정 지역의 농민을 무료 또는 보조금 지원 비료 및 씨앗과 같은 조치로 지원하는 것은 식량 수확량을 늘리고 식량 가격을 낮춘다.
녹색 혁명을 위한 에너지는 화석 연료의 형태로 제공되었다: 비료 (천연 가스), 농약 (석유), 그리고 탄화수소 연료 관개. 합성 질소 비료의 개발은 전 세계 인구 증가를 크게 뒷받겨주었다. 현재 지구 인구의 거의 절반이 합성 질소 비료 사용의 결과로 식량을 공급받고 있는 것으로 추정된다.
세계은행과 일부 부유한 국가들은 자신들에게 원조를 의존하는 국가들에게 비료와 같은 보조금 지원 농업 투입재를 삭감하거나 없애도록 압력을 가하는데, 이는 민영화라는 명목으로 이루어지지만, 미국과 유럽은 자국 농민들에게 광범위하게 보조금을 지원한다.

### 구호
구호 단체들 사이에서는 식량 대신 현금이나 현금 바우처를 제공하는 것이 굶주린 사람들에게 도움을 전달하는 더 저렴하고 빠르며 효율적인 방법이라는 인식이 커지고 있으며, 특히 식량은 있지만 감당할 수 없는 지역에서 더욱 그렇다. 세계 최대의 비정부 식량 배급 단체인 유엔 세계 식량 계획은 일부 지역에서 식량 대신 현금과 바우처를 배급하기 시작할 것이라고 발표했으며, 전 세계 식량 계획의 전 상임 이사인 조젯 시란은 이를 식량 원조의 "혁명"이라고 묘사했다. 구호 단체 컨선월드와이드는 휴대 전화 사업자 사파리콤을 통해 돈을 한 국가의 한 지역에서 다른 지역으로 송금할 수 있는 송금 프로그램을 운영하는 방법을 시범 운영하고 있다.
그러나 가뭄 지역에 사는 사람들이 시장에서 멀리 떨어져 있고 접근이 제한적이라면 식량을 제공하는 것이 가장 적절한 방법일 수 있다. 프레드 큐니는 "구호 작전 초기에 생명을 구할 가능성은 식량이 수입될 때 크게 줄어든다. 그것이 나라에 도착하여 사람들에게 도달할 때쯤에는 많은 사람들이 죽었을 것이다."라고 말했다. 미국 법은 굶주린 사람들이 사는 곳이 아닌 자국에서 식량을 구매하도록 요구하는데, 이는 지출의 약 절반이 운송비로 들어가기 때문에 비효율적이다. 프레드 큐니는 또한 "모든 최근 기근 연구에서 식량이 국내에 있었다는 것을 보여주었다 — 비록 항상 즉각적인 식량 부족 지역에 있었던 것은 아니지만" 그리고 "현지 기준으로는 가난한 사람들이 구매하기에는 가격이 너무 높더라도, 기부자가 해외에서 수입하는 것보다 폭등한 가격으로 비축된 식량을 구매하는 것이 보통 더 저렴할 것이다."라고 지적했다.
결핍된 미량영양소는 식품을 강화함으로써 제공될 수 있다. 땅콩버터 봉지(참조: 플럼피너트)와 같은 강화 식품은 인도주의적 비상사태에서 긴급 식량 공급에 혁명을 일으켰는데, 이는 봉지에서 직접 먹을 수 있고, 냉장 보관이나 부족한 깨끗한 물과의 혼합이 필요 없으며, 수년간 보관할 수 있고, 결정적으로 극도로 아픈 어린이들도 흡수할 수 있기 때문이다.

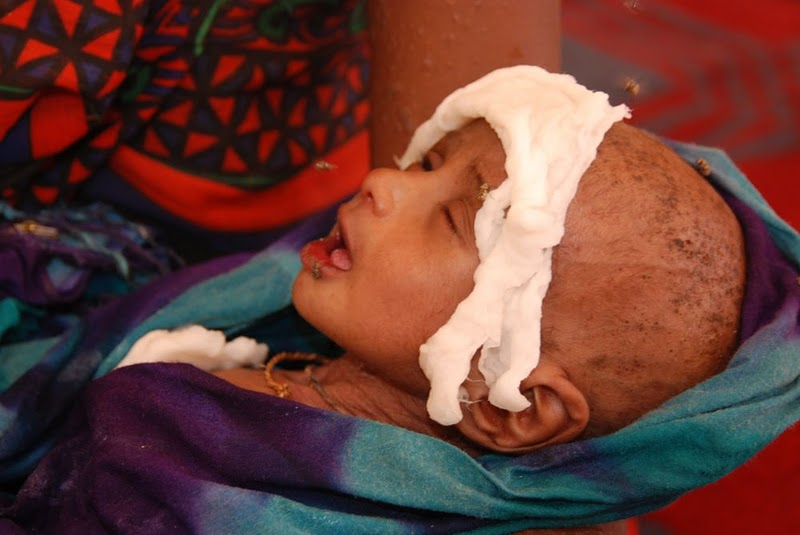
2011년 가뭄 중 힐라웨인 보건 시설에서 영양실조 치료를 받는 소말리인 소년.

WHO 및 기타 출처에 따르면 영양실조 아동과 설사를 동반한 성인에게는 항생제 및 아연 보충제 외에 수액을 마시고 계속 음식을 섭취할 것을 권장한다. 표준 용액보다 나트륨이 적고 칼륨이 더 많은 ReSoMal이라는 특수 경구 수액이 있다. 그러나 설사가 심하면 추가 나트륨이 필요하므로 표준 용액이 더 좋다. 분명히 이것은 의사가 내리는 판단이 가장 좋으며, 어떤 용액이든 사용하지 않는 것보다 낫다. 아연 보충제는 설사의 기간과 심각성을 줄이는 데 도움이 될 수 있으며, 비타민 A도 도움이 될 수 있다. 세계보건기구는 설사 환자가 계속 음식을 섭취하는 것의 중요성을 강조하며, 2005년 의사들을 위한 발행물에서 "음식은 절대 보류되어서는 안 되며, 아이의 평소 음식은 희석되어서는 안 된다. 모유 수유는 항상 계속되어야 한다"고 명시했다.
에티오피아는 현재 세계은행의 식량 위기 대처 방안의 일부가 되었고, 원조 단체들로부터 굶주리는 국가들을 가장 잘 도울 수 있는 모델로 여겨지는 프로그램을 개척해왔다. 에티오피아는 주요 식량 지원 프로그램인 생산적 안전망 프로그램(Productive Safety Net Program)을 통해 만성적으로 식량이 부족한 농촌 주민들에게 식량 또는 현금을 얻기 위해 일할 기회를 제공해왔다. 세계식량계획과 같은 해외 원조 단체들은 그 후 잉여 지역에서 식량을 현지에서 구매하여 식량 부족 지역에 분배할 수 있었다.
녹색 혁명은 1970년대와 1980년대에 기근에 대한 해답으로 널리 인식되었다. 1950년에서 1984년 사이에 고수확 작물의 잡종 품종은 전 세계 농업을 변화시켰고, 세계 곡물 생산량은 250% 증가했다. 일부는 이러한 새로운 고수확 작물이 환경에 해를 끼칠 수 있는 더 많은 화학 비료와 농약을 필요로 한다고 비판한다. 이러한 고수확 작물로 인해 더 많은 사람들을 먹여 살리는 것이 기술적으로 가능해졌지만, 지하수 과잉 취수 및 농약 및 기타 농업 화학물질의 과다 사용과 같은 집약 농업과 관련된 특정 전략으로 인해 전 세계 여러 지역에서 지역 식량 생산이 정점에 도달했다는 징후가 있다.

### 식량 불안정의 수준

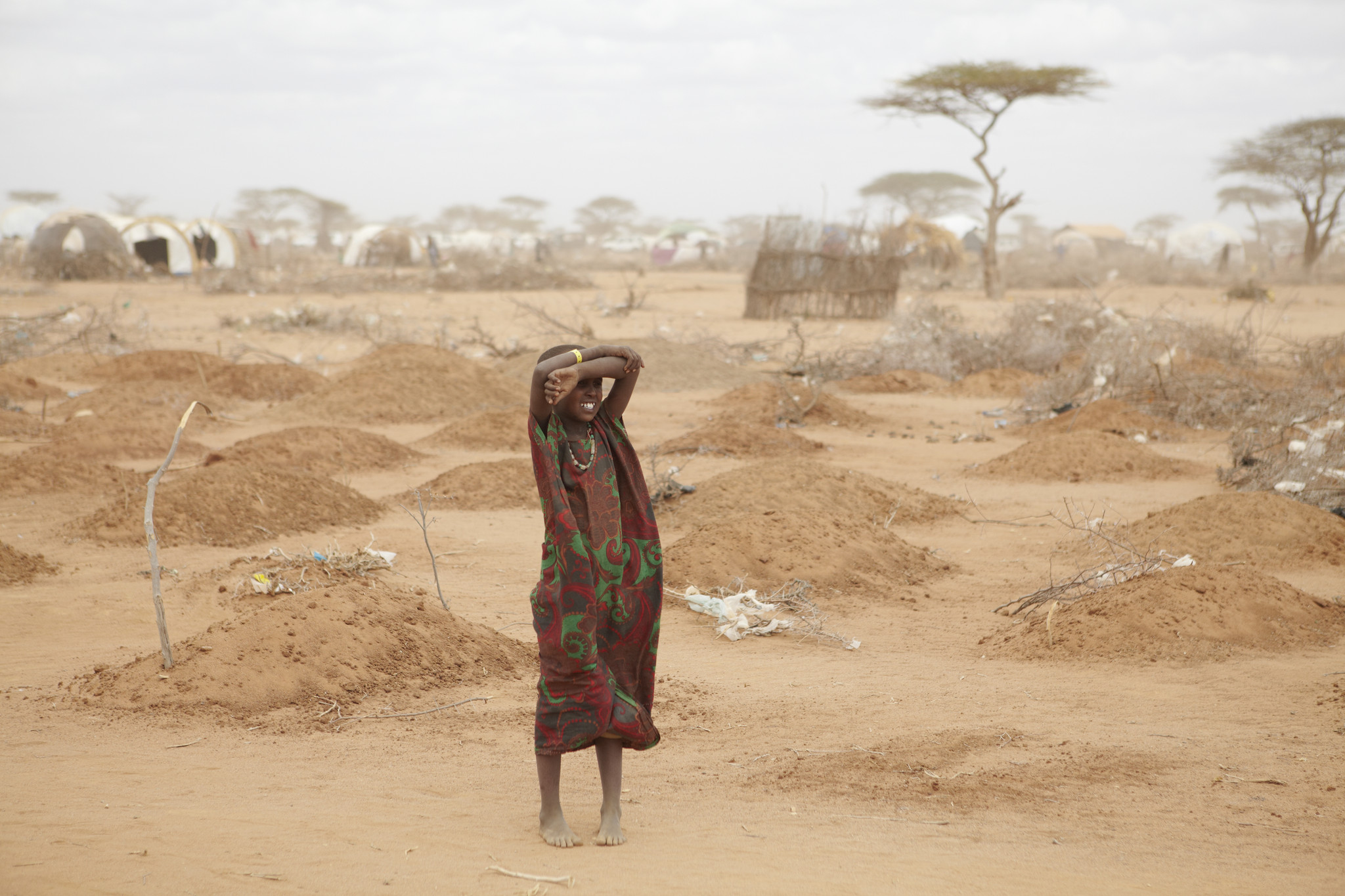
케냐 다답 난민 캠프에 있는 2011년 아프리카의 뿔 가뭄 희생 아동들을 위해 새로 파인 무덤들.

현대에는 지방 정부와 중앙 정부, 그리고 기근 구호를 제공하는 비정부 기구들이 동시에 발생하는 여러 식량 불안정 상황을 해결할 수 있는 자원이 제한적이다. 따라서 식량 구호를 가장 효율적으로 할당하기 위해 식량 안보의 등급을 분류하는 다양한 방법이 사용되어 왔다. 가장 초기 방법 중 하나는 1880년대 영국이 고안한 인도 기근법이었다. 이 법은 식량 불안정을 근접 부족, 부족, 기근의 세 단계로 나누었으며, 이후의 기근 경보 또는 측정 시스템 구축에 큰 영향을 미쳤다. 케냐 북부 투르카나인이 거주하는 지역을 모니터링하기 위해 개발된 조기 경보 시스템 또한 세 가지 단계를 가지고 있지만, 각 단계를 위기를 완화하고 악화를 방지하기 위한 사전 계획된 대응과 연결시킨다.
1980년대와 1990년대 전 세계 기근 구호 단체의 경험은 최소한 두 가지 주요 발전을 가져왔다. 즉, "생계 접근법"과 위기의 심각성을 결정하기 위한 영양 지표의 사용 증가가 그것이다. 식량 스트레스 상황에 처한 개인과 집단은 농업 토지 매각과 같은 절박한 조치를 취하기 전에 소비를 배급하고, 수입을 보충할 대안적인 수단을 찾는 등으로 대처하려고 할 것이다. 자급자족 수단이 모두 고갈되면, 영향을 받은 인구는 식량을 찾아 이주하거나 대규모 굶주림의 희생자가 되기 시작한다. 따라서 기근은 시장, 식량 가격, 사회적 지원 구조를 포함하는 사회적 현상으로 부분적으로 볼 수 있다. 두 번째 교훈은 기근의 심각성을 정량적으로 측정하기 위해, 특히 아동에 대한 신속한 영양 평가 사용이 증가했다는 점이다.
2003년부터 세계 식량 계획 및 미국 국제 개발처와 같은 가장 중요한 기근 구호 단체들은 강도와 규모를 측정하는 5단계 척도를 채택했다. 강도 척도는 생계 수단 측정과 사망률 및 아동 영양실조 측정을 모두 사용하여 상황을 식량 안정, 식량 불안정, 식량 위기, 기근, 심각한 기근, 극심한 기근으로 분류한다. 사망자 수는 규모 지정을 결정하며, 1000명 미만의 사망자는 "경미한 기근"으로, 1,000,000명 이상의 사망자는 "재앙적 기근"으로 정의된다.

## 사회와 문화
기근을 의인화한 알레고리는 일부 문화에서 발견된다. 기독교 전통에서 기근은 묵시록의 4기사 중 하나로, 저울을 든 검은 말을 탄 사람이다. 아일랜드 민속에서는 피어 고르타로, 알곤킨 제족 전통에서는 웬디고로 나타난다.

### 사회에 미치는 영향
2023년 체계적인 검토 및 메타 분석에 따르면 산전 기근 노출은 우울증 및 조현병과 같은 정신 질환의 위험 증가 및 DNA 메틸화 변화와 관련이 있으며, 이는 인간 건강 및 영양에 대한 기근의 영향을 더욱 악화시키는 것으로 나타났다.

## 같이 보기
- 2007-2008년 세계 식료품 가격 위기
- 농업 및 인구 제한
- 아트미트 (기근 퇴치에 사용되는 죽)
- 집단학살
- 기근 조기 경보 시스템 네트워크
- 식량 가격
- 식량 안전 보장
- 세계 기아 지수
- 통합 식량 안보 단계 분류
- 기근 목록
- 로컬 푸드
- 맬서스주의
- 핵겨울
- 과잉 인구
- 세계재앙위험
- 비호권: 보호되는 근거
- 굶주림
- 생계 위기
- 독수리와 어린 소녀: 기근에 시달리는 수단 아기를 노리는 독수리를 찍은 케빈 카터의 사진.
- 세계 농업 공급 및 수요 추정 (월간 보고서)
- 세계 식량 계획
- 월드 비전 기근 사건